# Bahnstrecke Luleå–Narvik
| Erzzug um 1950 | |                                                                                        |                                                                                        |
| | |                                                                                        |                                                                                        |
| Streckennummer: | 21 |                                                                                        |                                                                                        |
| Kursbuchstrecke: | Luleå–Narvik: 30 Luleå–Boden: 34 |                                                                                        |                                                                                        |
| Streckenlänge: | 473 km |                                                                                        |                                                                                        |
| Spurweite: | 1435 mm (Normalspur) |                                                                                        |                                                                                        |
| Streckenklasse: | E5 |                                                                                        |                                                                                        |
| Stromsystem: | 15 kV 16⅔ Hz ~ |                                                                                        |                                                                                        |
| Streckengeschwindigkeit: | Bandel 119 (Boden central)–(Luleå): 140 km/h Bandel 118 (Boden central)–(Gällivare): 135 km/h Bandel 113 (Gällivare)–(Peuravaara): 160 km/h Bandel 111 (Peuravaara)–Riksgränsen: 130 km/h Bandel 116 (Råtsi)–Svappavaara: 80 km/h Bandel 112 Peuravaara–Kiruna Malmbangård: 100 km/h Bandel 114 Gällivare–Koskullskulle: 100 km/h Bandel 118 (Koijuvaara)–Aitik: 70 km/h Riksgränsen–Narvik: 70 km/h |                                                                                        |                                                                                        |
| | |                                                                                        |                                                                                        |
| \| \| 0,00 \| Narvik H (Fagernes)[4] \| Narvik H (Fagernes)[4] \| \| \| 0,00 \| Narvik D (Kleven dampskipskai, 15. Nov. 1902–15. April 1915)[4] \| Narvik D (Kleven dampskipskai, 15. Nov. 1902–15. April 1915)[4] \| \| \| \| Erzhafen Narvik \| 6 moh. \| \| \| \| \| \| \| \| 1,32 \| Kleivhammeren tunnel (37 m) \| Kleivhammeren tunnel (37 m) \| \| \| 1,72 \| Øvre Kleiva (Kleven) \| 22 moh. \| \| \| 3,70 \| Narvik / Áhkánjárga \| 47 moh. \| \| \| 5,31 \| Ornestunnel (120 m) \| Ornestunnel (120 m) \| \| \| 6,52 \| Bjørneborgtunnel (104 m) \| Bjørneborgtunnel (104 m) \| \| \| 6,80 \| Bjørneborg (nördlichster Punkt der Strecke) \| Bjørneborg (nördlichster Punkt der Strecke) \| \| \| 7,66 \| Djupviktunnel (113 m) \| Djupviktunnel (113 m) \| \| \| \| \| \| \| \| 7,91 \| Djupvik (Dybvik 15. Nov. 1902–23. April 1921, bis 1. Jan. 1928, DST seit 8. Nov. 2017) \| Djupvik (Dybvik 15. Nov. 1902–23. April 1921, bis 1. Jan. 1928, DST seit 8. Nov. 2017) \| \| \| \| \| \| \| \| \| Lager BaneNor \| \| \| \| 13,76 \| Straumsnes (Strømsnes 15. Nov. 1902–1921, bis 2013 Pers.-Halt) \| 176 moh. \| \| \| 14,12 \| Gullmorhalsen tunnel (80 m) \| Gullmorhalsen tunnel (80 m) \| \| \| 17,45 \| Omeelv Bp \| Omeelv Bp \| \| \| 19,87 \| Fjellheimtunnel (335 m + 25 m Überbau östlich) \| Fjellheimtunnel (335 m + 25 m Überbau östlich) \| \| \| 20,46 \| Rombak overbygg – Schneeüberbau (86 m) \| Rombak overbygg – Schneeüberbau (86 m) \| \| \| 21,75 \| Rasbygg – Steinschlagüberbau (41 m) \| Rasbygg – Steinschlagüberbau (41 m) \| \| \| 20,85 \| Rombak / Ruoppak (Sildvik 15. Nov. 1902–1. Jan. 1951) \| 263 moh. \| \| \| 22,52 \| Indre Sildviktunnel (120 m 8 m Überbau an jedem Ende) \| Indre Sildviktunnel (120 m 8 m Überbau an jedem Ende) \| \| \| 24,20 \| Kvitur (Aussichtsplattform für Touristenzug, 1997–1999) \| Kvitur (Aussichtsplattform für Touristenzug, 1997–1999) \| \| \| 24,36 \| Kviturelva rashvelv – Steinschlagüberbau (62 m) \| Kviturelva rashvelv – Steinschlagüberbau (62 m) \| \| \| 24,60 \| Kviturtunnel (81 m + Überbau 70 m westlich, 142 m östlich) \| Kviturtunnel (81 m + Überbau 70 m westlich, 142 m östlich) \| \| \| 25,58 \| Horisontalen (von den Engländern geplanter stillgelegter Bahnhof) \| Horisontalen (von den Engländern geplanter stillgelegter Bahnhof) \| \| \| 26,83 \| Middagselvtunnel (536 m + Überbau 32 m westlich, 167 m östlich) \| Middagselvtunnel (536 m + Überbau 32 m westlich, 167 m östlich) \| \| \| 27,65 \| Middagselv tunnel øst overbygg – Überbau (25 m) \| Middagselv tunnel øst overbygg – Überbau (25 m) \| \| \| 27,85 \| Tappelva tak – Überbau (117 m) \| Tappelva tak – Überbau (117 m) \| \| \| 28,10 \| Tappelvbygget – Überbau (168 m) \| Tappelvbygget – Überbau (168 m) \| \| \| 28,86 \| Snøoverbygg km 29 – Schneeüberbau (172 m) \| Snøoverbygg km 29 – Schneeüberbau (172 m) \| \| \| \| \| \| \| \| 29,24 \| Hundalen tunnel (935 m, seit 18. Dez. 2002, Gleis 2 des Bhf. Katterat) \| Hundalen tunnel (935 m, seit 18. Dez. 2002, Gleis 2 des Bhf. Katterat) \| \| \| 29,31 \| Kapp Horn Tunnel (287 m + Überbau 32 m westl., Gleis 1 von Katterat) \| Kapp Horn Tunnel (287 m + Überbau 32 m westl., Gleis 1 von Katterat) \| \| \| 29,73 \| Katterat/Gátterak (Hundalen 15. Nov. 1902–1. Jan. 1951) \| 374 moh. \| \| \| \| Trafostation \| \| \| \| 29,96 \| Sørdalentunnel (384 m) \| Sørdalentunnel (384 m) \| \| \| \| \| \| \| \| 30,60 \| Sørdalen \| Sørdalen \| \| \| 31,15 \| Katterat tunnel (531 m + Überbau 63 m westlich, 90 m östlich) \| Katterat tunnel (531 m + Überbau 63 m westlich, 90 m östlich) \| \| \| 32,67 \| Ras tunnel (536 m + Überbau 36 m westlich, 45 m östlich) \| Ras tunnel (536 m + Überbau 36 m westlich, 45 m östlich) \| \| \| 33,42 \| Linbane tunnel (lille) (15 m, 1985 gesprengt) \| Linbane tunnel (lille) (15 m, 1985 gesprengt) \| \| \| 33,48 \| Linbane tunnel (104 m + Überbau 390 m westlich, 115 m östlich) \| Linbane tunnel (104 m + Überbau 390 m westlich, 115 m östlich) \| \| \| 17,45 \| 34,38 Fagerlia Bp \| 34,38 Fagerlia Bp \| \| \| 34,49 \| Norddalstunnelen (660 m + Überbau 35 m westlich, 37 m östlich) \| Norddalstunnelen (660 m + Überbau 35 m westlich, 37 m östlich) \| \| \| 35,00 \| \| \| \| \| 35,19 \| Spionkopen tunnel (320 m + Überbau 20 m w., 45 m ö., seit 1. Okt. 1988) \| Spionkopen tunnel (320 m + Überbau 20 m w., 45 m ö., seit 1. Okt. 1988) \| \| \| 35,20 \| Norddalsendenbru (180 m) \| Norddalsendenbru (180 m) \| \| \| 35,42 \| Bru tunnel (237 m) \| Bru tunnel (237 m) \| \| \| 35,72 \| Norddalenbru 1 (50 m, ab 1. Okt. 1988) \| Norddalenbru 1 (50 m, ab 1. Okt. 1988) \| \| \| 35,99 \| Norddalenbru 2 (85 m, ab 1. Okt. 1988) \| Norddalenbru 2 (85 m, ab 1. Okt. 1988) \| \| \| 36,00 \| Søsterbekk (seit 5. Juli 1955, neu ab 1. Okt. 1988) \| 457 moh. \| \| \| 36,13 \| Bjørnfjell tunnel (132 m) \| Bjørnfjell tunnel (132 m) \| \| \| \| (alte Strecke am 1. Okt. 1988 stillgelegt) \| \| \| \| 36,52 \| Bjørnfjell gamle (Bjørnefjell 1. Mai 1912–April 1921, \| Bjørnfjell gamle (Bjørnefjell 1. Mai 1912–April 1921, \| \| \| \| Hp 1. Okt 1925–22. Nov. 1955) \| \| \| \| 36,68 \| Gamle Bjørnfjell øst overbygg (Überbau 164 m) \| Gamle Bjørnfjell øst overbygg (Überbau 164 m) \| \| \| 37,00 \| Haugfjell øst overbygg (Überbau 319 m) \| Haugfjell øst overbygg (Überbau 319 m) \| \| \| 37,00 \| Haugfjell (5. Juli 1955–1. Okt. 1988) \| Haugfjell (5. Juli 1955–1. Okt. 1988) \| \| \| 37,63 \| Mons Olsen tunnel (291 m + Überbau 98 m westlich, 62 m östlich) \| Mons Olsen tunnel (291 m + Überbau 98 m westlich, 62 m östlich) \| \| \| 38,52 \| Solheim tunnel (660 m + Überbau 35 m westlich, 37 m östlich) \| Solheim tunnel (660 m + Überbau 35 m westlich, 37 m östlich) \| \| \| 38,82 \| Niogtredvebygget (Überbau 241 m) \| Niogtredvebygget (Überbau 241 m) \| \| \| 39,13 \| Tjuvoverbygget (Überbau 319 m) \| Tjuvoverbygget (Überbau 319 m) \| \| \| 39,84 \| Bjørnfjell vest overbygg (Überbau 360 m) \| Bjørnfjell vest overbygg (Überbau 360 m) \| \| \| 40,42 \| Bjørnfjell / Bonjuvárri (1. Okt. 1925) \| 514 moh. \| \| \| 40,71 \| Bjørnfjell øst overbygg (Überbau 168 m) \| Bjørnfjell øst overbygg (Überbau 168 m) \| \| \| 41,00 \| Snøoverbygg km 41 (Überbau 162 m) \| Snøoverbygg km 41 (Überbau 162 m) \| \| \| 41,46 \| Snøoverbygg km 41.5 (Überbau 138 m) \| Snøoverbygg km 41.5 (Überbau 138 m) \| \| \| 38,82 \| Grensebygget (Überbau 289 m) \| Grensebygget (Überbau 289 m) \| \| \| 41,941542,573 \| Norwegen / Schweden \| Norwegen / Schweden \| \| \| 1541,950 \| Riksgränsen (5. Nov. 1923) \| 520 m ö.h. \| \| \| 1541,850 \| Riksgränsen (15. Nov. 1902–5. Nov. 1923) \| Riksgränsen (15. Nov. 1902–5. Nov. 1923) \| \| \| 1539,907 \| Katterjåkk \| 516 m ö.h. \| \| \| 1535,052 \| Vassijaure \| 514 m ö.h. \| \| \| \| Kedgevaggetunnel (165 m) \| \| \| \| 1531,968 \| Låktatjåkka \| 500 m ö.h. \| \| \| 1524,281 \| Kopparåsen ehem. P.-Halt \| 445 m ö.h. \| \| \| \| Tornehamn \| \| \| \| \| Tornehamntunnel (586 m) \| \| \| \| 1518,19 \| Tornehamns kyrkogård (1951–1975)[5] \| 431 m ö.h. \| \| \| 1515,089 \| Björkliden \| 420 m ö.h. \| \| \| \| \| \| \| \| \| Nuoljatunnel (neu 1.431 m, alt 875 m) \| \| \| \| \| \| \| \| \| \| Abiskojåkk \| \| \| \| 1508,000 \| Abisko Turiststation \| 386 m ö.h. \| \| \| 1505,804 \| Abisko Östra \| 389 m ö.h. \| \| \| 1495,576 \| Stordalen ehem. P.-Halt \| 384 m ö.h. \| \| \| 1483,450 \| Kaisepakte ehem. P.-Halt \| 393 m ö.h. \| \| \| 1473,862 \| Stenbacken ehem. P.-Halt \| 381 m ö.h. \| \| \| 1464,216 \| Torneträsk \| 393 m ö.h. \| \| \| 1453,777 \| Bergfors ehem. P.-Halt \| 485 m ö.h. \| \| \| 1444,449 \| Rensjön \| 489 m ö.h. \| \| \| 1434,225 \| Rautas \| 467 m ö.h. \| \| \| 1423,812 \| Krokvik \| 463 m ö.h. \| \| \| \| \| \| \| \| 1416,438 \| Peuravaara \| Peuravaara \| \| \| 1414,338 \| Kiruna malmbangård (prov. auch Personenbahnhof) \| 505 m ö.h. \| \| \| 1412,694 \| Kiruna C (bis 2013) \| Kiruna C (bis 2013) \| \| \| 1410 \| Tuolluvara \| Tuolluvara \| \| \| 1407,336 \| Kirunavaara \| 512 m ö.h. \| \| \| \| alte Strecke \| \| \| \| 1405,2940,000 \| Råtsi \| 501 m ö.h. \| \| \| \| \| \| \| \| 10,309 \| Aptas \| 484 m ö.h. \| \| \| 36,285 \| Pitkäjärvi \| 346 m ö.h. \| \| \| 39,783 \| Svappavaara \| 326 m ö.h. \| \| \| \| Betriebsbahnhof LKAB \| \| \| \| 1400,800 \| Grünbrücke (50 m) im Bau \| 461 m ö.h. \| \| \| 1399,171 \| Kalixfors ehem. P.-Halt \| 462 m ö.h. \| \| \| \| Kalixälven \| \| \| \| 1391,475 \| Gäddmyr ehem. P.-Halt \| 471 m ö.h. \| \| \| 1384,673 \| Sjisjka \| 504 m ö.h. \| \| \| 1380,405 \| Lappberg ehem. P.-Halt \| 496 m ö.h. \| \| \| 1373,552 \| Kaitum \| 492 m ö.h. \| \| \| \| Kaitumälven \| \| \| \| 1370,701 \| Fjällåsen \| 506 m ö.h. \| \| \| 1357,560 \| Harrå ehem. P.-Halt \| 537 m ö.h. \| \| \| 1345,930 \| Håmojåkk ehem. P.-Halt \| 482 m ö.h. \| \| \| 1336,132 \| Linaälv ehem. P.-Halt \| 449 m ö.h. \| \| \| 1323,238 \| Sikträsk ehem. P.-Halt \| 393 m ö.h. \| \| \| 1322,600 \| Vitåfors (Erzverladung) \| Vitåfors (Erzverladung) \| \| \| 1321,463 \| Koskullskulle \| 335 m ö.h. \| \| \| \| \| \| \| \| 6,8 \| Malmberget \| Malmberget \| \| \| \| Inlandsbahn von Arvidsjaur \| \| \| \| 0,01312,639 \| Gällivare \| 395 m ö.h. \| \| \| 1302,5900,000 \| Koijuvaara \| Koijuvaara \| \| \| \| \| \| \| \| 2,500 \| Aitik seit 2009 \| 361 m ö.h. \| \| \| 1299,762 \| Harrträsk ehem. P.-Halt \| 400 m ö.h. \| \| \| 1292,261 \| Ripats ehem. P.-Halt \| 418 m ö.h. \| \| \| 1281,780 \| Nuortikon ehem. P.-Halt \| 354 m ö.h. \| \| \| 1275,650 \| Kilvo ehem. P.-Halt \| 343 m ö.h. \| \| \| \| Råne älv \| \| \| \| 1265,137 \| Nattavaara \| 321 m ö.h. \| \| \| 1252,650 \| Koskivaara ehem. P.-Halt \| 320 m ö.h. \| \| \| 1243,170 \| Polcirkeln ehem. P.-Halt \| 306 m ö.h. \| \| \| \| Polarkreis \| \| \| \| 1242,415 \| Nuorttagievlle \| Nuorttagievlle \| \| \| 1231,281 \| Murjek \| 241 m ö.h. \| \| \| 1222,650 \| Tolikberget seit 2007 \| 200 m ö.h. \| \| \| 1215,609 \| Näsberg ehem. P.-Halt \| 187 m ö.h. \| \| \| 1203,970 \| Lakaträsk ehem. P.-Halt \| 181 m ö.h. \| \| \| 1194,067 \| Gullträsk ehem. P.-Halt \| 190 m ö.h. \| \| \| 1184,297 \| Sandträsk ehem. P.-Halt \| 169 m ö.h. \| \| \| 1175,966 \| Gransjö ehem. P.-Halt \| 136 m ö.h. \| \| \| 1162,788 \| Ljuså ehem. P.-Halt \| Ljuså ehem. P.-Halt \| \| \| 1152,926 \| Holmfors ehem. P.-Halt \| Holmfors ehem. P.-Halt \| \| \| \| Bahnstrecke Boden–Haparanda \| \| \| \| 1148,262 \| Buddbyn \| 14 m ö.h. \| \| \| \| Umgehungsstrecke für Erzzüge \| \| \| \| 1144,375 \| Boden C \| 12 m ö.h. \| \| \| \| Stambanan genom övre Norrland \| \| \| \| \| \| \| \| \| 1150,637 \| Sävastklinten \| 17 m ö.h. \| \| \| 1152,395 \| Sävast ehem. P.-Halt \| Sävast ehem. P.-Halt \| \| \| 1160,657 \| Norra Sunderbyn ehem. P.-Halt \| 13 m ö.h. \| \| \| 1165,690 \| Sunderby sjukhus früher Södra Sunderbyn \| 9 m ö.h. \| \| \| \| Mariebergsväxeln \| \| \| \| 1170,732 \| Gammelstad ehem. P.-Halt \| 7 m ö.h. \| \| \| \| Bahnstrecke Gammelstad–Karlsvikshyttan \| \| \| \| 1176,100 \| Notviken \| 8 m ö.h. \| \| \| 1178 \| Kallkällans växel[6] \| Kallkällans växel[6] \| \| \| 1179,994 \| Luleå C \| 3 m ö.h. \| \| \| \| Luleå malmbangård \| \| \| \| \| Nya malmhamnen/SSAB \| \| \| \| \| \| \| \| Quellen: [1][7][8][9][10] \| \| \| \| | |                                                                                        |                                                                                        |
| Betriebs-/Güterbahnhof Streckenanfang | 0,00 | Narvik H (Fagernes)                                                                    | Narvik H (Fagernes)                                                                    |
| ehemaliger Dienststation / Betriebs- oder Güterbahnhof | 0,00 | Narvik D (Kleven dampskipskai, 15. Nov. 1902–15. April 1915)                           | Narvik D (Kleven dampskipskai, 15. Nov. 1902–15. April 1915)                           |
| Strecke · Betriebs-/Güterbahnhof Streckenanfang | | Erzhafen Narvik                                                                        | 6 moh.                                                                                 |
| Strecke nach links · Abzweig geradeaus, nach rechts und von rechts | |                                                                                        |                                                                                        |
| Tunnel | 1,32 | Kleivhammeren tunnel (37 m)                                                            | Kleivhammeren tunnel (37 m)                                                            |
| Dienststation / Betriebs- oder Güterbahnhof | 1,72 | Øvre Kleiva (Kleven)                                                                   | 22 moh.                                                                                |
| Bahnhof | 3,70 | Narvik / Áhkánjárga                                                                    | 47 moh.                                                                                |
| Tunnel | 5,31 | Ornestunnel (120 m)                                                                    | Ornestunnel (120 m)                                                                    |
| Tunnel | 6,52 | Bjørneborgtunnel (104 m)                                                               | Bjørneborgtunnel (104 m)                                                               |
| ehemaliger Haltepunkt / Haltestelle | 6,80 | Bjørneborg (nördlichster Punkt der Strecke)                                            | Bjørneborg (nördlichster Punkt der Strecke)                                            |
| Tunnel | 7,66 | Djupviktunnel (113 m)                                                                  | Djupviktunnel (113 m)                                                                  |
| | |                                                                                        |                                                                                        |
| Dienststation / Betriebs- oder Güterbahnhof | 7,91 | Djupvik (Dybvik 15. Nov. 1902–23. April 1921, bis 1. Jan. 1928, DST seit 8. Nov. 2017) | Djupvik (Dybvik 15. Nov. 1902–23. April 1921, bis 1. Jan. 1928, DST seit 8. Nov. 2017) |
| | |                                                                                        |                                                                                        |
| Abzweig geradeaus und nach links | | Lager BaneNor                                                                          | Lager BaneNor                                                                          |
| Dienststation / Betriebs- oder Güterbahnhof | 13,76 | Straumsnes (Strømsnes 15. Nov. 1902–1921, bis 2013 Pers.-Halt)                         | 176 moh.                                                                               |
| Tunnel | 14,12 | Gullmorhalsen tunnel (80 m)                                                            | Gullmorhalsen tunnel (80 m)                                                            |
| Blockstelle | 17,45 | Omeelv Bp                                                                              | Omeelv Bp                                                                              |
| Tunnel | 19,87 | Fjellheimtunnel (335 m + 25 m Überbau östlich)                                         | Fjellheimtunnel (335 m + 25 m Überbau östlich)                                         |
| Tunnel | 20,46 | Rombak overbygg – Schneeüberbau (86 m)                                                 | Rombak overbygg – Schneeüberbau (86 m)                                                 |
| Tunnel | 21,75 | Rasbygg – Steinschlagüberbau (41 m)                                                    | Rasbygg – Steinschlagüberbau (41 m)                                                    |
| Bahnhof | 20,85 | Rombak / Ruoppak (Sildvik 15. Nov. 1902–1. Jan. 1951)                                  | 263 moh.                                                                               |
| Tunnel | 22,52 | Indre Sildviktunnel (120 m 8 m Überbau an jedem Ende)                                  | Indre Sildviktunnel (120 m 8 m Überbau an jedem Ende)                                  |
| ehemaliger Haltepunkt / Haltestelle | 24,20 | Kvitur (Aussichtsplattform für Touristenzug, 1997–1999)                                | Kvitur (Aussichtsplattform für Touristenzug, 1997–1999)                                |
| Tunnel | 24,36 | Kviturelva rashvelv – Steinschlagüberbau (62 m)                                        | Kviturelva rashvelv – Steinschlagüberbau (62 m)                                        |
| Tunnel | 24,60 | Kviturtunnel (81 m + Überbau 70 m westlich, 142 m östlich)                             | Kviturtunnel (81 m + Überbau 70 m westlich, 142 m östlich)                             |
| Blockstelle | 25,58 | Horisontalen (von den Engländern geplanter stillgelegter Bahnhof)                      | Horisontalen (von den Engländern geplanter stillgelegter Bahnhof)                      |
| Tunnel | 26,83 | Middagselvtunnel (536 m + Überbau 32 m westlich, 167 m östlich)                        | Middagselvtunnel (536 m + Überbau 32 m westlich, 167 m östlich)                        |
| Tunnel | 27,65 | Middagselv tunnel øst overbygg – Überbau (25 m)                                        | Middagselv tunnel øst overbygg – Überbau (25 m)                                        |
| Tunnel | 27,85 | Tappelva tak – Überbau (117 m)                                                         | Tappelva tak – Überbau (117 m)                                                         |
| Tunnel | 28,10 | Tappelvbygget – Überbau (168 m)                                                        | Tappelvbygget – Überbau (168 m)                                                        |
| Tunnel | 28,86 | Snøoverbygg km 29 – Schneeüberbau (172 m)                                              | Snøoverbygg km 29 – Schneeüberbau (172 m)                                              |
| Verschwenkung von links · Verschwenkung von rechts | |                                                                                        |                                                                                        |
| Tunnelanfang · Strecke | 29,24 | Hundalen tunnel (935 m, seit 18. Dez. 2002, Gleis 2 des Bhf. Katterat)                 | Hundalen tunnel (935 m, seit 18. Dez. 2002, Gleis 2 des Bhf. Katterat)                 |
| Strecke (im Tunnel) · Tunnel | 29,31 | Kapp Horn Tunnel (287 m + Überbau 32 m westl., Gleis 1 von Katterat)                   | Kapp Horn Tunnel (287 m + Überbau 32 m westl., Gleis 1 von Katterat)                   |
| Strecke (im Tunnel) · Bahnhof | 29,73 | Katterat/Gátterak (Hundalen 15. Nov. 1902–1. Jan. 1951)                                | 374 moh.                                                                               |
| Strecke (im Tunnel) · Abzweig geradeaus und ehemals nach links | | Trafostation                                                                           | Trafostation                                                                           |
| Tunnelende · Tunnel | 29,96 | Sørdalentunnel (384 m)                                                                 | Sørdalentunnel (384 m)                                                                 |
| Verschwenkung nach links · Verschwenkung nach rechts | |                                                                                        |                                                                                        |
| ehemaliger Haltepunkt / Haltestelle | 30,60 | Sørdalen                                                                               | Sørdalen                                                                               |
| Tunnel | 31,15 | Katterat tunnel (531 m + Überbau 63 m westlich, 90 m östlich)                          | Katterat tunnel (531 m + Überbau 63 m westlich, 90 m östlich)                          |
| Tunnel | 32,67 | Ras tunnel (536 m + Überbau 36 m westlich, 45 m östlich)                               | Ras tunnel (536 m + Überbau 36 m westlich, 45 m östlich)                               |
| Tunnel | 33,42 | Linbane tunnel (lille) (15 m, 1985 gesprengt)                                          | Linbane tunnel (lille) (15 m, 1985 gesprengt)                                          |
| Tunnel | 33,48 | Linbane tunnel (104 m + Überbau 390 m westlich, 115 m östlich)                         | Linbane tunnel (104 m + Überbau 390 m westlich, 115 m östlich)                         |
| Blockstelle | 17,45 | 34,38 Fagerlia Bp                                                                      | 34,38 Fagerlia Bp                                                                      |
| Tunnel | 34,49 | Norddalstunnelen (660 m + Überbau 35 m westlich, 37 m östlich)                         | Norddalstunnelen (660 m + Überbau 35 m westlich, 37 m östlich)                         |
| Verschwenkung von links · Verschwenkung von rechts (Strecke außer Betrieb) | 35,00 |                                                                                        |                                                                                        |
| Tunnel · Strecke (außer Betrieb) | 35,19 | Spionkopen tunnel (320 m + Überbau 20 m w., 45 m ö., seit 1. Okt. 1988)                | Spionkopen tunnel (320 m + Überbau 20 m w., 45 m ö., seit 1. Okt. 1988)                |
| Strecke · Brücke (Strecke außer Betrieb) | 35,20 | Norddalsendenbru (180 m)                                                               | Norddalsendenbru (180 m)                                                               |
| Strecke · Tunnel (Strecke außer Betrieb) | 35,42 | Bru tunnel (237 m)                                                                     | Bru tunnel (237 m)                                                                     |
| Brücke · Strecke (außer Betrieb) | 35,72 | Norddalenbru 1 (50 m, ab 1. Okt. 1988)                                                 | Norddalenbru 1 (50 m, ab 1. Okt. 1988)                                                 |
| Brücke · Strecke (außer Betrieb) | 35,99 | Norddalenbru 2 (85 m, ab 1. Okt. 1988)                                                 | Norddalenbru 2 (85 m, ab 1. Okt. 1988)                                                 |
| Haltepunkt / Haltestelle · Haltepunkt / Haltestelle (Strecke außer Betrieb) | 36,00 | Søsterbekk (seit 5. Juli 1955, neu ab 1. Okt. 1988)                                    | 457 moh.                                                                               |
| Strecke · Tunnel (Strecke außer Betrieb) | 36,13 | Bjørnfjell tunnel (132 m)                                                              | Bjørnfjell tunnel (132 m)                                                              |
| Verschwenkung nach links · Verschwenkung nach rechts (Strecke außer Betrieb) | | (alte Strecke am 1. Okt. 1988 stillgelegt)                                             | (alte Strecke am 1. Okt. 1988 stillgelegt)                                             |
| ehemaliger Bahnhof | 36,52 | Bjørnfjell gamle (Bjørnefjell 1. Mai 1912–April 1921,                                  | Bjørnfjell gamle (Bjørnefjell 1. Mai 1912–April 1921,                                  |
| Strecke | | Hp 1. Okt 1925–22. Nov. 1955)                                                          | Hp 1. Okt 1925–22. Nov. 1955)                                                          |
| Tunnel | 36,68 | Gamle Bjørnfjell øst overbygg (Überbau 164 m)                                          | Gamle Bjørnfjell øst overbygg (Überbau 164 m)                                          |
| Tunnel | 37,00 | Haugfjell øst overbygg (Überbau 319 m)                                                 | Haugfjell øst overbygg (Überbau 319 m)                                                 |
| ehemaliger Haltepunkt / Haltestelle | 37,00 | Haugfjell (5. Juli 1955–1. Okt. 1988)                                                  | Haugfjell (5. Juli 1955–1. Okt. 1988)                                                  |
| Tunnel | 37,63 | Mons Olsen tunnel (291 m + Überbau 98 m westlich, 62 m östlich)                        | Mons Olsen tunnel (291 m + Überbau 98 m westlich, 62 m östlich)                        |
| Tunnel | 38,52 | Solheim tunnel (660 m + Überbau 35 m westlich, 37 m östlich)                           | Solheim tunnel (660 m + Überbau 35 m westlich, 37 m östlich)                           |
| Tunnel | 38,82 | Niogtredvebygget (Überbau 241 m)                                                       | Niogtredvebygget (Überbau 241 m)                                                       |
| Tunnel | 39,13 | Tjuvoverbygget (Überbau 319 m)                                                         | Tjuvoverbygget (Überbau 319 m)                                                         |
| Tunnel | 39,84 | Bjørnfjell vest overbygg (Überbau 360 m)                                               | Bjørnfjell vest overbygg (Überbau 360 m)                                               |
| Bahnhof | 40,42 | Bjørnfjell / Bonjuvárri (1. Okt. 1925)                                                 | 514 moh.                                                                               |
| Tunnel | 40,71 | Bjørnfjell øst overbygg (Überbau 168 m)                                                | Bjørnfjell øst overbygg (Überbau 168 m)                                                |
| Tunnel | 41,00 | Snøoverbygg km 41 (Überbau 162 m)                                                      | Snøoverbygg km 41 (Überbau 162 m)                                                      |
| Tunnel | 41,46 | Snøoverbygg km 41.5 (Überbau 138 m)                                                    | Snøoverbygg km 41.5 (Überbau 138 m)                                                    |
| Tunnel | 38,82 | Grensebygget (Überbau 289 m)                                                           | Grensebygget (Überbau 289 m)                                                           |
| Grenze | 41,941542,573 | Norwegen / Schweden                                                                    | Norwegen / Schweden                                                                    |
| Haltepunkt / Haltestelle | 1541,950 | Riksgränsen (5. Nov. 1923)                                                             | 520 m ö.h.                                                                             |
| ehemaliger Bahnhof | 1541,850 | Riksgränsen (15. Nov. 1902–5. Nov. 1923)                                               | Riksgränsen (15. Nov. 1902–5. Nov. 1923)                                               |
| Haltepunkt / Haltestelle | 1539,907 | Katterjåkk                                                                             | 516 m ö.h.                                                                             |
| Bahnhof | 1535,052 | Vassijaure                                                                             | 514 m ö.h.                                                                             |
| Tunnel | | Kedgevaggetunnel (165 m)                                                               | Kedgevaggetunnel (165 m)                                                               |
| Haltepunkt / Haltestelle | 1531,968 | Låktatjåkka                                                                            | 500 m ö.h.                                                                             |
| Dienststation / Betriebs- oder Güterbahnhof | 1524,281 | Kopparåsen ehem. P.-Halt                                                               | 445 m ö.h.                                                                             |
| ehemaliger Haltepunkt / Haltestelle | | Tornehamn                                                                              | Tornehamn                                                                              |
| Tunnel | | Tornehamntunnel (586 m)                                                                | Tornehamntunnel (586 m)                                                                |
| ehemaliger Haltepunkt / Haltestelle | 1518,19 | Tornehamns kyrkogård (1951–1975)                                                       | 431 m ö.h.                                                                             |
| Bahnhof | 1515,089 | Björkliden                                                                             | 420 m ö.h.                                                                             |
| Verschwenkung von links · Verschwenkung von rechts (Strecke außer Betrieb) | |                                                                                        |                                                                                        |
| Tunnel · Tunnel (Strecke außer Betrieb) | | Nuoljatunnel (neu 1.431 m, alt 875 m)                                                  | Nuoljatunnel (neu 1.431 m, alt 875 m)                                                  |
| Verschwenkung nach links · Verschwenkung nach rechts (Strecke außer Betrieb) | |                                                                                        |                                                                                        |
| Brücke über Wasserlauf | | Abiskojåkk                                                                             | Abiskojåkk                                                                             |
| Haltepunkt / Haltestelle | 1508,000 | Abisko Turiststation                                                                   | 386 m ö.h.                                                                             |
| Bahnhof | 1505,804 | Abisko Östra                                                                           | 389 m ö.h.                                                                             |
| Dienststation / Betriebs- oder Güterbahnhof | 1495,576 | Stordalen ehem. P.-Halt                                                                | 384 m ö.h.                                                                             |
| Dienststation / Betriebs- oder Güterbahnhof | 1483,450 | Kaisepakte ehem. P.-Halt                                                               | 393 m ö.h.                                                                             |
| Dienststation / Betriebs- oder Güterbahnhof | 1473,862 | Stenbacken ehem. P.-Halt                                                               | 381 m ö.h.                                                                             |
| Dienststation / Betriebs- oder Güterbahnhof | 1464,216 | Torneträsk                                                                             | 393 m ö.h.                                                                             |
| Dienststation / Betriebs- oder Güterbahnhof | 1453,777 | Bergfors ehem. P.-Halt                                                                 | 485 m ö.h.                                                                             |
| Dienststation / Betriebs- oder Güterbahnhof | 1444,449 | Rensjön                                                                                | 489 m ö.h.                                                                             |
| Dienststation / Betriebs- oder Güterbahnhof | 1434,225 | Rautas                                                                                 | 467 m ö.h.                                                                             |
| Dienststation / Betriebs- oder Güterbahnhof | 1423,812 | Krokvik                                                                                | 463 m ö.h.                                                                             |
| Abzweig geradeaus, nach links und von links · Strecke von rechts | |                                                                                        |                                                                                        |
| Dienststation / Betriebs- oder Güterbahnhof · Strecke | 1416,438 | Peuravaara                                                                             | Peuravaara                                                                             |
| Strecke · Kopfbahnhof Strecke ab hier außer Betrieb | 1414,338 | Kiruna malmbangård (prov. auch Personenbahnhof)                                        | 505 m ö.h.                                                                             |
| Strecke · Bahnhof (Strecke außer Betrieb) | 1412,694 | Kiruna C (bis 2013)                                                                    | Kiruna C (bis 2013)                                                                    |
| Strecke · Dienststation / Betriebs- oder Güterbahnhof (Strecke außer Betrieb) | 1410 | Tuolluvara                                                                             | Tuolluvara                                                                             |
| Dienststation / Betriebs- oder Güterbahnhof · Strecke (außer Betrieb) | 1407,336 | Kirunavaara                                                                            | 512 m ö.h.                                                                             |
| Abzweig geradeaus und ehemals von links · Strecke nach rechts (außer Betrieb) | | alte Strecke                                                                           | alte Strecke                                                                           |
| Dienststation / Betriebs- oder Güterbahnhof | 1405,2940,000 | Råtsi                                                                                  | 501 m ö.h.                                                                             |
| Abzweig geradeaus, nach links und von links · Strecke von rechts | |                                                                                        |                                                                                        |
| Strecke · Dienststation / Betriebs- oder Güterbahnhof | 10,309 | Aptas                                                                                  | 484 m ö.h.                                                                             |
| Strecke · Dienststation / Betriebs- oder Güterbahnhof | 36,285 | Pitkäjärvi                                                                             | 346 m ö.h.                                                                             |
| Strecke · Dienststation / Betriebs- oder Güterbahnhof | 39,783 | Svappavaara                                                                            | 326 m ö.h.                                                                             |
| Strecke · Strecke nach links | | Betriebsbahnhof LKAB                                                                   | Betriebsbahnhof LKAB                                                                   |
| Strecke mit Straßenbrücke | 1400,800 | Grünbrücke (50 m) im Bau                                                               | 461 m ö.h.                                                                             |
| Dienststation / Betriebs- oder Güterbahnhof | 1399,171 | Kalixfors ehem. P.-Halt                                                                | 462 m ö.h.                                                                             |
| Brücke über Wasserlauf | | Kalixälven                                                                             | Kalixälven                                                                             |
| Dienststation / Betriebs- oder Güterbahnhof | 1391,475 | Gäddmyr ehem. P.-Halt                                                                  | 471 m ö.h.                                                                             |
| Haltepunkt / Haltestelle | 1384,673 | Sjisjka                                                                                | 504 m ö.h.                                                                             |
| Dienststation / Betriebs- oder Güterbahnhof | 1380,405 | Lappberg ehem. P.-Halt                                                                 | 496 m ö.h.                                                                             |
| Haltepunkt / Haltestelle | 1373,552 | Kaitum                                                                                 | 492 m ö.h.                                                                             |
| Brücke über Wasserlauf | | Kaitumälven                                                                            | Kaitumälven                                                                            |
| Bahnhof | 1370,701 | Fjällåsen                                                                              | 506 m ö.h.                                                                             |
| Dienststation / Betriebs- oder Güterbahnhof | 1357,560 | Harrå ehem. P.-Halt                                                                    | 537 m ö.h.                                                                             |
| Dienststation / Betriebs- oder Güterbahnhof | 1345,930 | Håmojåkk ehem. P.-Halt                                                                 | 482 m ö.h.                                                                             |
| Dienststation / Betriebs- oder Güterbahnhof | 1336,132 | Linaälv ehem. P.-Halt                                                                  | 449 m ö.h.                                                                             |
| Dienststation / Betriebs- oder Güterbahnhof | 1323,238 | Sikträsk ehem. P.-Halt                                                                 | 393 m ö.h.                                                                             |
| Strecke · Strecke von links | 1322,600 | Vitåfors (Erzverladung)                                                                | Vitåfors (Erzverladung)                                                                |
| Strecke · Dienststation / Betriebs- oder Güterbahnhof | 1321,463 | Koskullskulle                                                                          | 335 m ö.h.                                                                             |
| Abzweig geradeaus, nach links und von links · Strecke nach rechts | |                                                                                        |                                                                                        |
| Abzweig geradeaus und ehemals von links · Kopfbahnhof Streckenende und quer (Strecke außer Betrieb) | 6,8 | Malmberget                                                                             | Malmberget                                                                             |
| Abzweig geradeaus und von rechts | | Inlandsbahn von Arvidsjaur                                                             | Inlandsbahn von Arvidsjaur                                                             |
| Bahnhof | 0,01312,639 | Gällivare                                                                              | 395 m ö.h.                                                                             |
| Dienststation / Betriebs- oder Güterbahnhof | 1302,5900,000 | Koijuvaara                                                                             | Koijuvaara                                                                             |
| Abzweig geradeaus und nach links · Strecke von rechts | |                                                                                        |                                                                                        |
| Strecke · Betriebs-/Güterbahnhof Streckenende | 2,500 | Aitik seit 2009                                                                        | 361 m ö.h.                                                                             |
| Dienststation / Betriebs- oder Güterbahnhof | 1299,762 | Harrträsk ehem. P.-Halt                                                                | 400 m ö.h.                                                                             |
| Dienststation / Betriebs- oder Güterbahnhof | 1292,261 | Ripats ehem. P.-Halt                                                                   | 418 m ö.h.                                                                             |
| Dienststation / Betriebs- oder Güterbahnhof | 1281,780 | Nuortikon ehem. P.-Halt                                                                | 354 m ö.h.                                                                             |
| Dienststation / Betriebs- oder Güterbahnhof | 1275,650 | Kilvo ehem. P.-Halt                                                                    | 343 m ö.h.                                                                             |
| Brücke über Wasserlauf | | Råne älv                                                                               | Råne älv                                                                               |
| Bahnhof | 1265,137 | Nattavaara                                                                             | 321 m ö.h.                                                                             |
| Dienststation / Betriebs- oder Güterbahnhof | 1252,650 | Koskivaara ehem. P.-Halt                                                               | 320 m ö.h.                                                                             |
| Dienststation / Betriebs- oder Güterbahnhof | 1243,170 | Polcirkeln ehem. P.-Halt                                                               | 306 m ö.h.                                                                             |
| ehemalige Grenze | | Polarkreis                                                                             | Polarkreis                                                                             |
| Blockstelle | 1242,415 | Nuorttagievlle                                                                         | Nuorttagievlle                                                                         |
| Bahnhof | 1231,281 | Murjek                                                                                 | 241 m ö.h.                                                                             |
| Dienststation / Betriebs- oder Güterbahnhof | 1222,650 | Tolikberget seit 2007                                                                  | 200 m ö.h.                                                                             |
| Dienststation / Betriebs- oder Güterbahnhof | 1215,609 | Näsberg ehem. P.-Halt                                                                  | 187 m ö.h.                                                                             |
| Dienststation / Betriebs- oder Güterbahnhof | 1203,970 | Lakaträsk ehem. P.-Halt                                                                | 181 m ö.h.                                                                             |
| Dienststation / Betriebs- oder Güterbahnhof | 1194,067 | Gullträsk ehem. P.-Halt                                                                | 190 m ö.h.                                                                             |
| Dienststation / Betriebs- oder Güterbahnhof | 1184,297 | Sandträsk ehem. P.-Halt                                                                | 169 m ö.h.                                                                             |
| Dienststation / Betriebs- oder Güterbahnhof | 1175,966 | Gransjö ehem. P.-Halt                                                                  | 136 m ö.h.                                                                             |
| Dienststation / Betriebs- oder Güterbahnhof | 1162,788 | Ljuså ehem. P.-Halt                                                                    | Ljuså ehem. P.-Halt                                                                    |
| Dienststation / Betriebs- oder Güterbahnhof | 1152,926 | Holmfors ehem. P.-Halt                                                                 | Holmfors ehem. P.-Halt                                                                 |
| Abzweig geradeaus und von links | | Bahnstrecke Boden–Haparanda                                                            | Bahnstrecke Boden–Haparanda                                                            |
| Dienststation / Betriebs- oder Güterbahnhof | 1148,262 | Buddbyn                                                                                | 14 m ö.h.                                                                              |
| Verschwenkung von links · Verschwenkung von rechts | | Umgehungsstrecke für Erzzüge                                                           | Umgehungsstrecke für Erzzüge                                                           |
| Bahnhof · Strecke | 1144,375 | Boden C                                                                                | 12 m ö.h.                                                                              |
| Abzweig geradeaus und nach rechts · Strecke | | Stambanan genom övre Norrland                                                          | Stambanan genom övre Norrland                                                          |
| Verschwenkung nach links · Verschwenkung nach rechts | |                                                                                        |                                                                                        |
| Dienststation / Betriebs- oder Güterbahnhof | 1150,637 | Sävastklinten                                                                          | 17 m ö.h.                                                                              |
| Dienststation / Betriebs- oder Güterbahnhof | 1152,395 | Sävast ehem. P.-Halt                                                                   | Sävast ehem. P.-Halt                                                                   |
| Dienststation / Betriebs- oder Güterbahnhof | 1160,657 | Norra Sunderbyn ehem. P.-Halt                                                          | 13 m ö.h.                                                                              |
| Bahnhof | 1165,690 | Sunderby sjukhus früher Södra Sunderbyn                                                | 9 m ö.h.                                                                               |
| ehemalige Blockstelle | | Mariebergsväxeln                                                                       | Mariebergsväxeln                                                                       |
| Dienststation / Betriebs- oder Güterbahnhof | 1170,732 | Gammelstad ehem. P.-Halt                                                               | 7 m ö.h.                                                                               |
| Abzweig geradeaus und nach rechts | | Bahnstrecke Gammelstad–Karlsvikshyttan                                                 | Bahnstrecke Gammelstad–Karlsvikshyttan                                                 |
| Bahnhof | 1176,100 | Notviken                                                                               | 8 m ö.h.                                                                               |
| ehemalige Blockstelle | 1178 | Kallkällans växel                                                                      | Kallkällans växel                                                                      |
| Bahnhof | 1179,994 | Luleå C                                                                                | 3 m ö.h.                                                                               |
| Blockstelle | | Luleå malmbangård                                                                      | Luleå malmbangård                                                                      |
| | | Nya malmhamnen/SSAB                                                                    |                                                                                        |
| | |                                                                                        |                                                                                        |
| Quellen: | |                                                                                        |                                                                                        |

Die Bahnstrecke Luleå–Narvik ist die nördlichste Eisenbahnstrecke, die mit dem übrigen normalspurigen Eisenbahnnetz Europas verbunden ist. Die Gesamtstrecke wird Erzbahn genannt, das schwedische Teilstück Malmbanan und das norwegische Teilstück Ofotbanen, deutsch vor allem in älteren Texten auch Ofotenbahn.
Die Bahnstrecke verläuft vom schwedischen Luleå am Bottnischen Meerbusen in nordwestlicher Richtung zu den nördlich des Polarkreises liegenden Eisenerz-Abbaugebieten von Gällivare und Kiruna und weiter zum immer eisfreien norwegischen Hafen Narvik. Auf 68° 26' nördlicher Breite befindet sich mit dem Bahnhof Narvik der nördlichste im Personenverkehr erreichbare Regelspurbahnhof Europas.

## Geschichte

### Strecke Gällivare–Luleå
Die Eisenerzvorkommen bei Kiruna und Malmberget konnten erst mit einem geeigneten Transportweg für das Erz wirtschaftlich genutzt werden. Daher wurde bereits 1847 eine Konzession für eine Strecke von Gällivare nach Töre am Bottnischen Meerbusen erteilt, welche nicht genutzt wurde. 1882 wurde eine neue Konzession an eine britisch geführte Baugesellschaft – die Sveriges & Norges Järnvägar AB – vergeben, welche von 1884 bis 1888 die Strecke von Gällivare nach Luleå fertigstellte.
Es zeigte sich schnell, dass die Bahn zu schwach ausgelegt war und nur mit großem finanziellem Aufwand dauerhaft betriebstauglich gemacht werden konnte. Die Strecke wurde deshalb 1891 von der Statens Järnvägar (SJ) übernommen, sodass 1892 der Erz- und Personenverkehr wieder aufgenommen werden konnten.

### Strecke Gällivare–Kiruna–Narvik
1898 begannen die SJ mit dem Bau der Riksgränsbana (deutsch Reichsgrenzenbahn) von Gällivare über Kiruna nach Riksgränsen. 1899 wurde der Abschnitt von Gällivare nach Kiruna eröffnet. Dies war wegen des langen Transportweges nach Luleå und der winterlichen Vereisung des Hafens noch keine befriedigende Lösung, weshalb 1898 das schwedische Parlament beschloss, eine Eisenbahn für den Transport des Erzes von Kiruna nach Norwegen zu bauen.
Die Erzabnahmeverpflichtungen von Emil Possehl kamen dem Staat entgegen, denn er bezahlte für die im nächsten Sommer geförderten Erze „Wintervorschüsse“. Er garantierte so die Rentabilität der Ofotenbahn und ließ die Kalkulationen für den Weiterbau aufgehen. Das zu der Zeit noch als industrielles Entwicklungsland geltende Schweden honorierte dies nach nur drei Jahren damit, dass Possehl für seine herausragenden Leistungen 1896 aus den Händen des Königs das zur Führung des Ordenszeichens in seinem Wappen berechtigende Ritterkreuz erster Klasse des Wasaordens erhielt.
Eine besondere Herausforderung war dabei das Teilstück von Riksgränsen auf dem Rücken des kaledonischen Gebirgszuges nach Narvik am Ofotfjord, da hier an steilen Berghängen entlang auf 40 km Bahnstrecke ein Höhenunterschied von 520 m zu überwinden war.

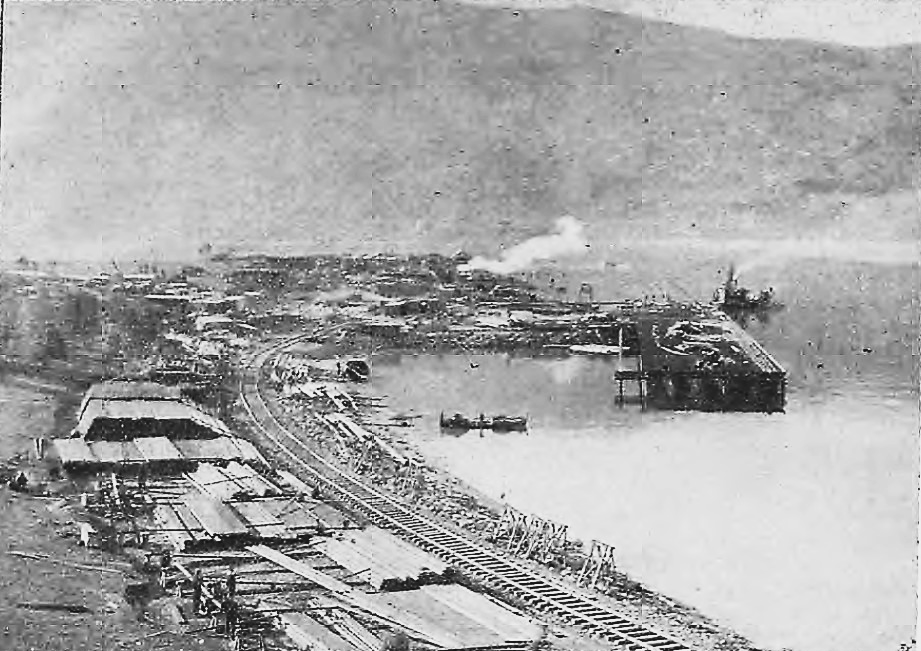
Die Endstation der Ofotenbahn, 1902

Bei der Planung der Ofotbane wurde die Lage des heutigen Personenbahnhofes in Narvik im Stadtteil Taraldsvik festgelegt und während der Planungs- und Bauphase als Taraldsvik stasjon bezeichnet. Der Bahnhof wurde im Herbst 1902 mit der Bahnstrecke in Betrieb genommen, im November 1902 verkehrten die ersten Erzzüge nach Narvik. Ab der offiziellen Eröffnung durch König Oscar II. am 14. Juli 1903 wurde die Station in Narvik stasjon umbenannt.
Während der Bauarbeiten wurde die Lokomotive 1a 13 für Bauzugdienste verwendet. Sie wurde 1901 von Oslo nach Narvik verliehen und war bis 1907 im Einsatz. Die Verlegung der Schienen begann von Fagernes aus am 26. August 1901. Während des Sommers 1901 fuhr die Lokomotive mehrfach täglich auf der Strecke Fagernes–Taraldsvik und transportierte dabei Kohle, Schwellen, Schienen und Teile für die Lokomotive.
Zur Beförderung der Erzzüge wurden die Dampflokomotiven der Reihe R beschafft. 1906 wurden bereits 1,66 Mio. Tonnen Eisenerz transportiert.

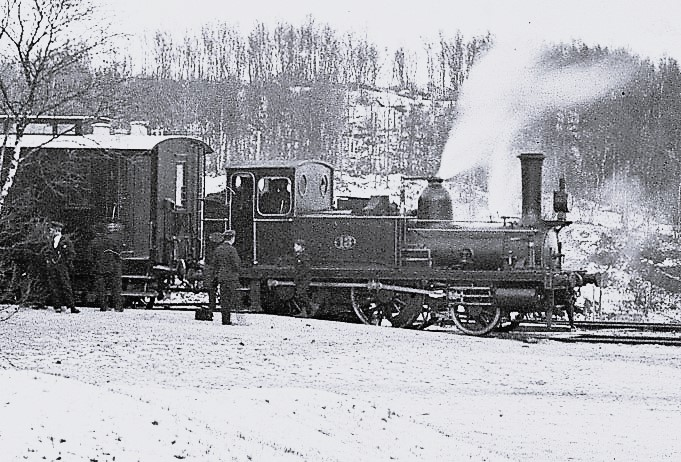
1a 13 in Narvik (etwa 1905)
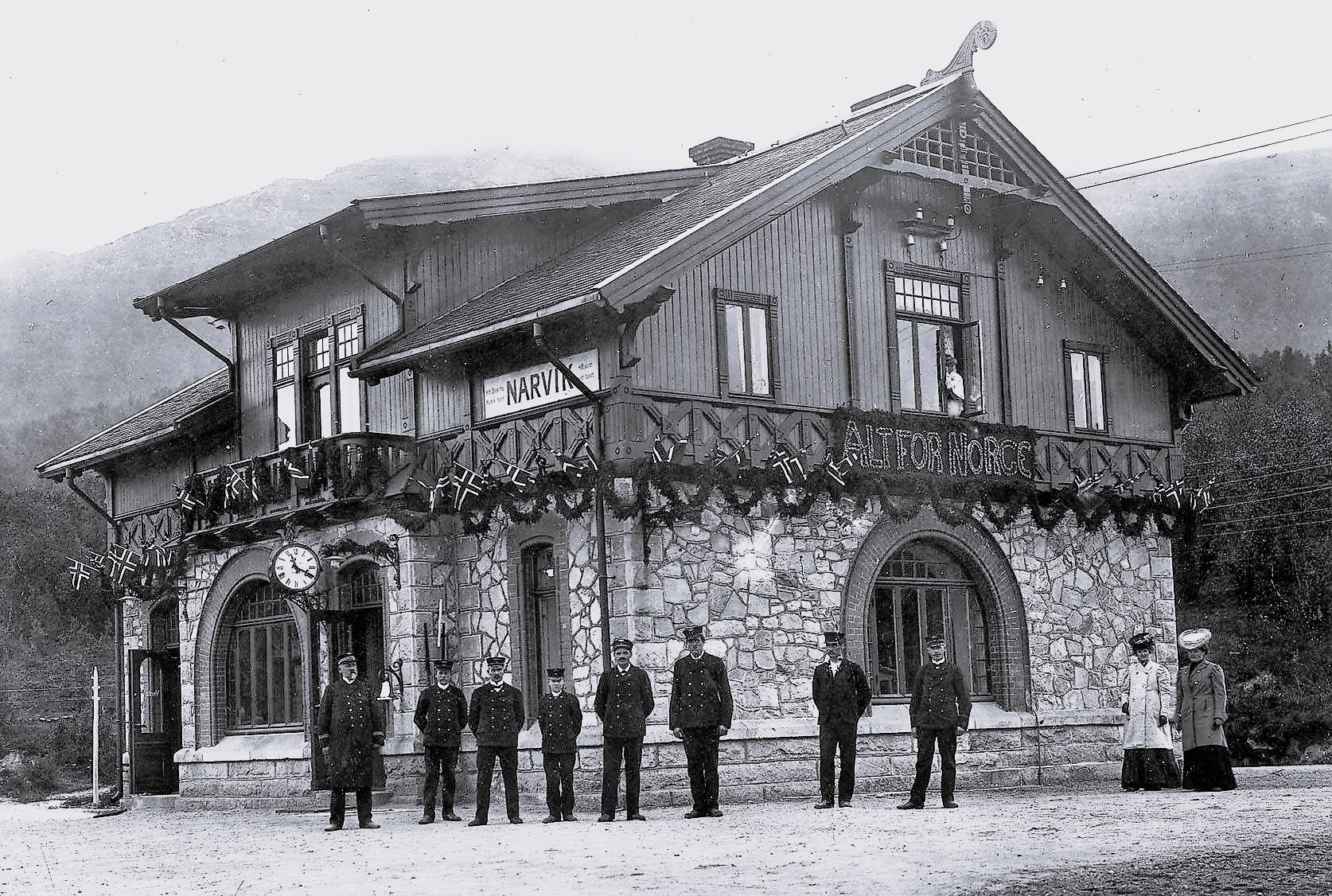
Bahnhofsgebäude bei der Einweihung 1903
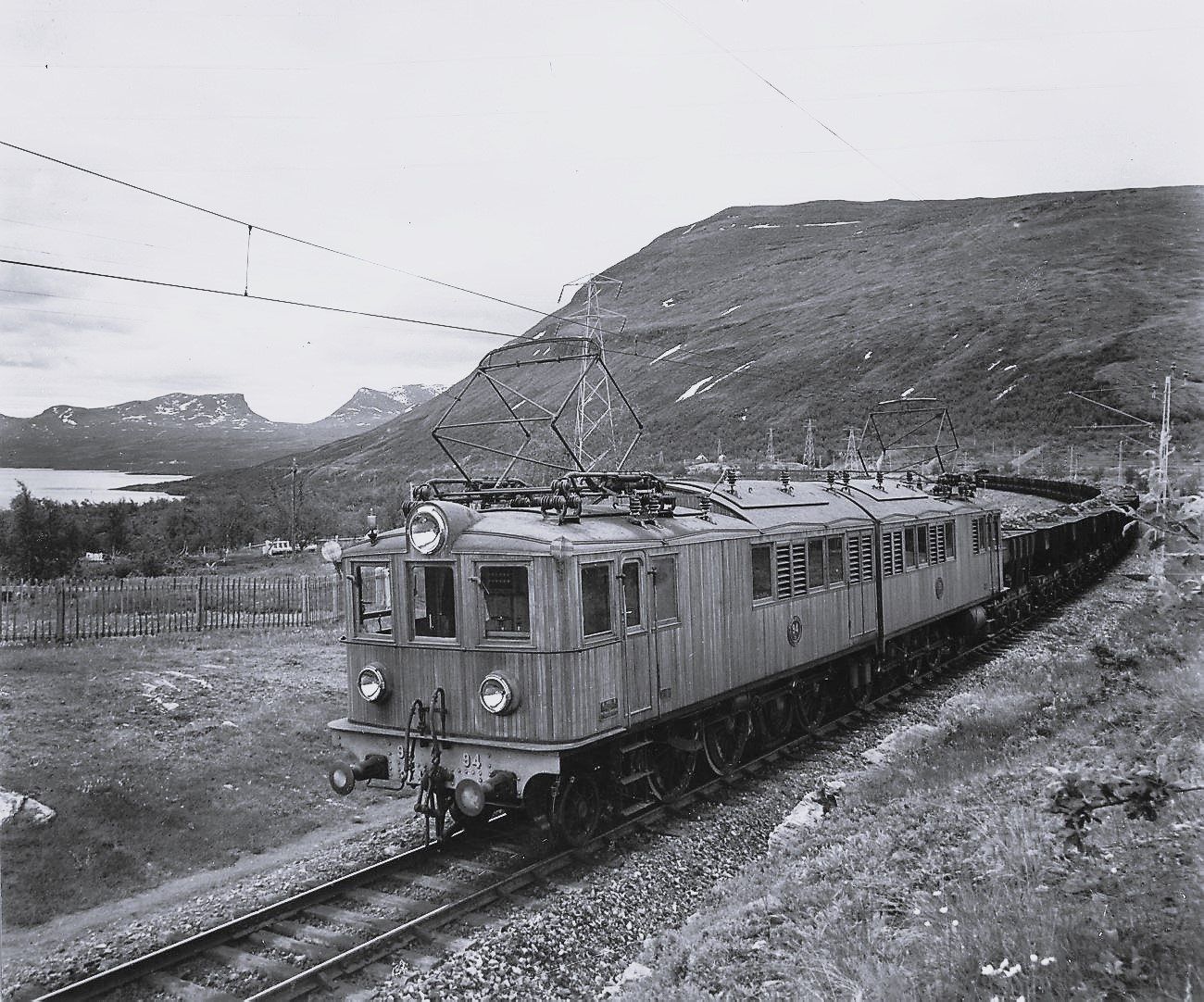
Erzzug am Torneträsk
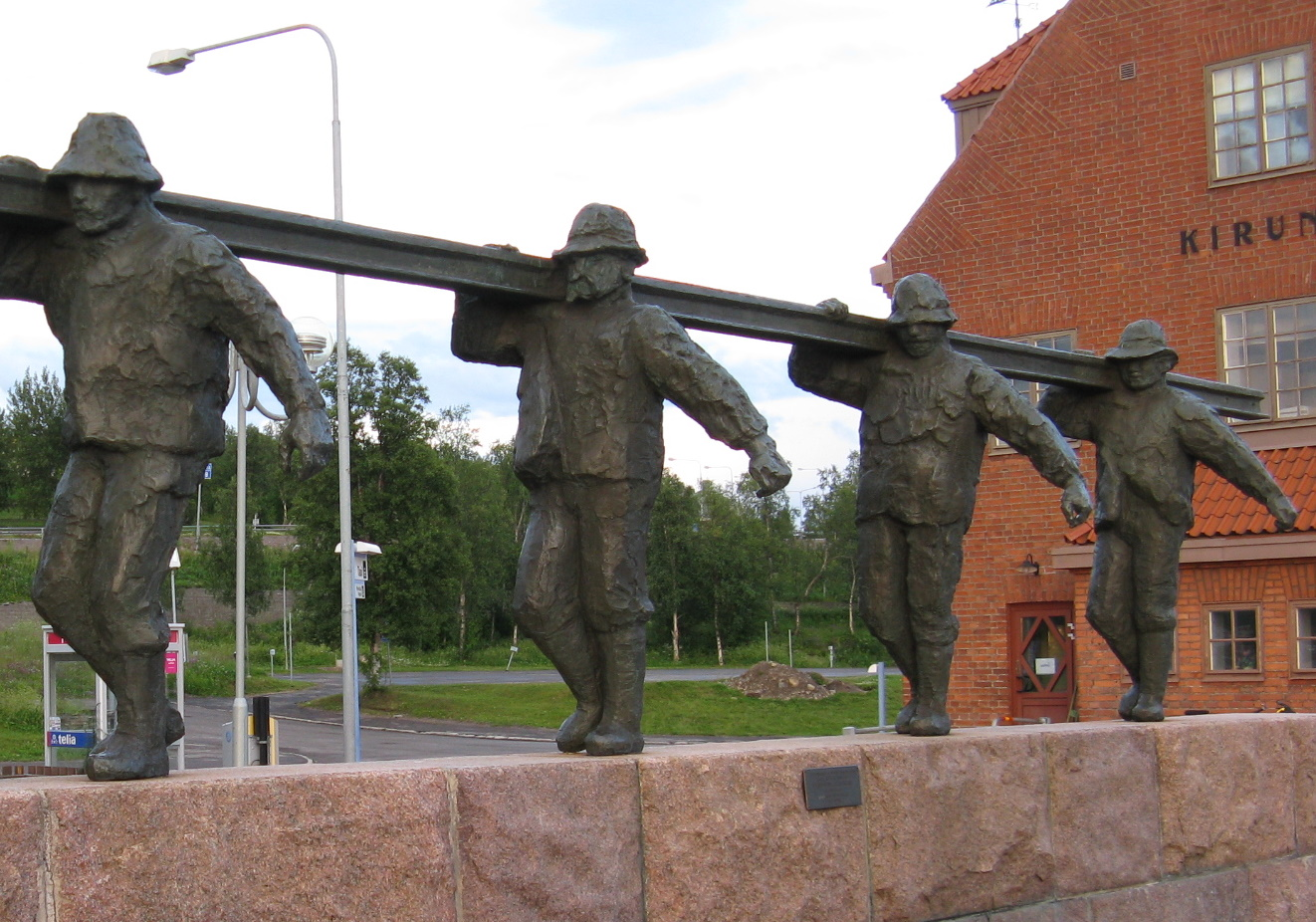
Denkmal zur Errichtung der Erzbahn beim Bahnhof Kiruna
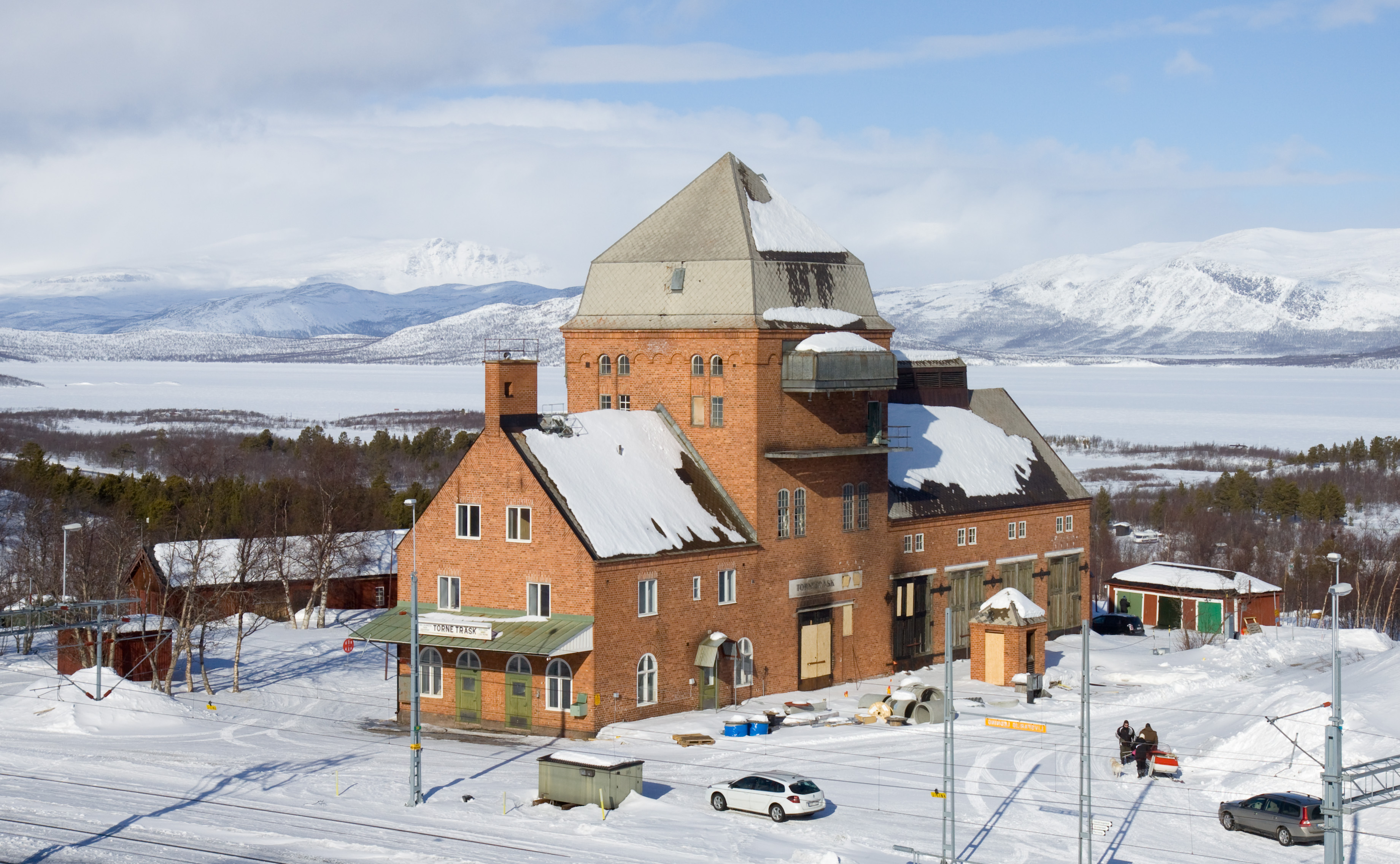
Bahnhofsgebäude Torneträsk, typisch für die Strecke
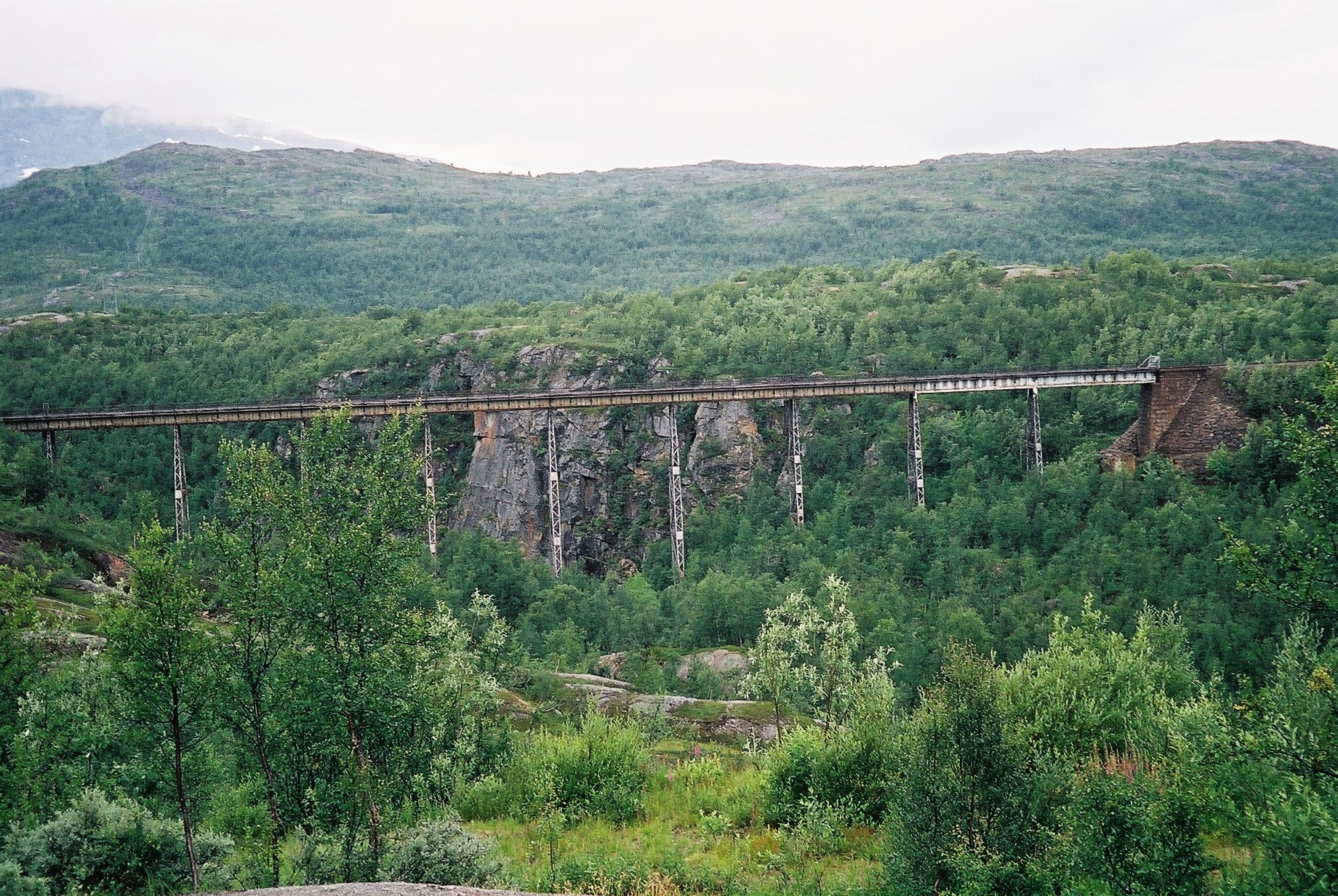
Norddalbrücke

#### Norddalbrücke
Aus militärischen Gründen wurde in der Streckenführung die 180 Meter lange Norddalbrücke ⊙ eingebaut, damit die Strecke im Kriegsfall durch die Sprengung eines großen Bauwerks einfach für längere Zeit unterbrochen werden konnte. Die Pendelpfeilerbrücke ist 40 Meter hoch und weist zehn Öffnungen auf.
Die Erstellung der Brücke war eine logistische Herausforderung, weil die Baustelle im Gelände nur schwer zugänglich war. Nachdem die Fundamente der Pfeiler errichtet worden waren, wurden die bei MAN im Werk Gustavsburg hergestellten Stahlteile montiert. Der Transport erfolgte von Deutschland per Schiff direkt in den Rombaksfjord, wo die Teile mit Pferden zur Talstation einer Transportseilbahn geliefert wurden. Damit die Tragfähigkeit der Seilbahn nicht überschritten wurde, durften die einzelnen Kisten höchstens 1,2 Tonnen wiegen.
Während des Zweiten Weltkriegs versuchten die norwegischen Truppen in der Schlacht um Narvik die Norddalbrücke zu sprengen. Die Sprengung erfolgte am 14. April 1940 und richtete nur wenig Schaden an, weil die Sprengsätze gefroren waren. In nur drei Wochen konnten die deutschen Truppen die Brücke so weit reparieren, dass sie wieder befahrbar war und am 4. Mai 1940 ein Zug mit einer leichten Dampflokomotive und drei Güterwagen über die Brücke fuhr.
1988 wurde der Betrieb zwischen Bjørnfjell und Katterat auf eine neue einfachere Streckenführung verlegt, welche die altersschwache Norddalbrücke umgeht.

### Elektrifizierung
Die Elektrifizierung wurde bereits früh angegangen, weil dadurch die Transportkapazität deutlich gesteigert werden konnte. Für die Stromversorgung der Bahnstrecke wurde von 1910 bis 1915 das Kraftwerk Porjus errichtet. Die ersten elektrischen Züge verkehrten ab 1915 auf der Strecke Kiruna – Riksgränsen und ab 1922 auf der ganzen Erzbahn.

### Ausbau nach dem Zweiten Weltkrieg
In den 1960er Jahren wurde die Erzbahn für 25 Tonnen Achslast ausgebaut, und 1968 wurde die Strecke zur neuen Grube in Svappavaara in Betrieb genommen.
1990 war der neue Nuoljatunnel zwischen Abisko und Björkliden fertig. Ende der 1990er-Jahre begannen der Ausbau der Erzbahn für die Erhöhung der Achslast von 25 t auf 30 t sowie die Anpassung der Kreuzungsstationen für die längeren Erzzüge. Der Ausbau der Strecke Vitåfors–Luleå war 2000 abgeschlossen, Kiruna–Narvik wird noch gebaut, wobei die Streckengleise bereits durchgängig mit 30 Tonnen Achslast befahren werden. 2010 waren die Gleisanlagen der Stationen Straumsnes und Katterat für das Kreuzen von 750 Meter langen Zügen bereits angepasst.

### Weitere Ausbaupläne
Der Verkehr auf der Erzbahn sollte in den nächsten Jahren zunehmen, da mit einer ungebrochen hohen Nachfrage für Erz gerechnet wurde. Bereits 2013 sollten zusätzliche Züge von Northland Resources das Erz der Kaunisvaara-Grube abführen, wobei die Beladung in Svappavaara erfolgen sollte. Solche Transporte hatten in geringem Umfang begonnen. Zusätzlich wollte die Bergbaugesellschaft Scandinavian Resources die Erzbahn nutzen. Bis 2020 sollten deshalb mehr als doppelt so viele Züge auf der Erzbahn verkehren. Das Projekt wurde jedoch nur vom Dezember 2012 bis zum 8. Februar 2013 durchgeführt und dann wegen Insolvenz der Betreibergesellschaft eingestellt.
Seit August 2018 wird von Kaunis Iron AB wieder Erz gefördert, das mit Erzzügen der Railcare Group vom Kaunis-Verladeterminal in Pitkäjärvi außerhalb von Svappavaara nach Narvik gebracht wird.
Ab 2012 begann der Ausbau der Station Björnfjell für 750-Meter-Züge, danach folgten die Bahnhöfe Rombak, Katterat und Straumsnes. Bei Djupvik, etwa sechs Kilometer östlich von Narvik, sollte eine neue Kreuzungsstelle entstehen.
In Djupvik wurde eine 1060 Meter lange neue Strecke gebaut. Davon verlaufen etwa 830 Meter in einem neuen, eingleisigen Tunnel. Dies ist nunmehr das Durchfahrtsgleis, während das bisherige Gleis für Überholungen und Kreuzungen von 750 Meter langen Zügen verwendet werden kann. Für die Betriebsabteilung von Bane NOR wurden zudem eine neue Gleisanlage sowie ein Lagerbereich für die Bereitstellung von Material sowie das Be- und Entladen von Schienen und Schwellen errichtet. Die Ausweichstelle wurde am 8. November 2017 in Betrieb genommen.
In Narvik sollte für Northland Resources ein neuer Erzbahnhof gebaut werden, der ungefähr 2022 in Betrieb gehen sollte. Es ist unklar, ob wegen der Insolvenz der Gesellschaft das Projekt in dieser Form weitergeführt wird. Bis dahin sollen die Züge im Hafen Fagernes entladen werden, wo nur 500 Meter lange Züge genutzt werden können. Dazu wurde die Strecke Narvik–Hafen Fagernes 2012 für 30 Tonnen Achslast ausgebaut. Es bestehen Pläne, die Strecke zwischen Bjørnfjell und Katterat zweigleisig auszubauen, indem die alte Norddalbrücke wieder in Betrieb genommen wird.
Der norwegische Teil der Strecke soll zwischen 2019 und 2021 mit ETCS Level 2 ausgerüstet werden. Für den schwedischen Teil begannen 2019 die Arbeiten zur Ausrüstung der gesamten Strecken mit ERTMS, die 2029 abgeschlossen sein sollten. Es handelt sich um die erste ETCS-Ausrüstung in Schweden abseits von Pilotstrecken. Am 3. September 2024 fand die Premiere des neuen ERTMS-Signalsystems auf der Strecke statt. Im Herbst wurden am 18. September und 30. Oktober 2024 zwei weitere Abschnitte in Betrieb genommen. Dies betraf die Strecke zwischen Koijuvaara, einen Kilometer südöstlich von Gällivare, und Peuravaara, westlich von Kiruna. Vom 4. bis 6. Mai 2025 wurden die 40 Kilometer zwischen Peuravaara und Bergfors sowie die 30 Kilometer zwischen Aptas und Pitkäjärvi auf der Nebenstrecke zwischen Råtsi und Svappavaara mit ERTMS ausgestattet. Nun wird es eine Pause bis zur nächsten ERTMS-Inbetriebnahme geben. Der Fahrplan für 2025 sieht etwas mehr als 1700 verkehrsbeeinträchtigende Gleisarbeiten vor, die parallel zum laufenden Zugbetrieb durchgeführt werden. Die Strecke Luleå–Boden–Koijuvaara wird voraussichtlich erst in einigen Jahren ausgerüstet sein und der Ausbau von Bergfors nach Riksgränsen wird in ein bis zwei Jahren fortgesetzt. Damit sind Mitte 2025 etwas mehr als ein Drittel der Strecke mit dem neuen ERTMS-Zugsicherungssystem ausgestattet.
Außerdem laufen seit 2019 Arbeiten zur Erhöhung der Achslast auf zunächst 31 Tonnen und dann weiter auf 32,5 Tonnen. Dies erhöht die Transportkapazitäten um 680 Tonnen Erz pro Zug, ohne dass mehr Züge eingesetzt werden müssen. Seit Frühjahr 2021 sind 31 Tonnen zwischen Luleå und Narvik zulässig, bis 2023 laufen Arbeiten, um den Abschnitt Luleå nach Gällivare mit 32,5 Tonnen Achslast befahren zu können. Die Abschnitte Svappavaara nach Kiruna und weiter nach Riksgränsen sowie der anschließende norwegische Abschnitt sollen zwischen 2028 und 2033 ertüchtigt werden.
Zur Reduzierung der erheblichen Eingriffe in die Fauna und vor allem die Rentierwirtschaft der Sámi wird seit Frühling 2023 zwischen Kalixfors und Råtsi südlich von Kiruna die erste Grünbrücke über die Erzbahn gebaut. Im Sommer 2024[veraltet] sollen die Arbeiten abgeschlossen sein.
2023 wurde mit Planungen begonnen, den bisherigen Haltpunkt Søsterbekk als Kreuzungsbahnhof auszubauen.

## Reisezüge

### Fernverkehr
Der Personenfernverkehr Narvik–Kiruna–Luleå und weiter nach Stockholm wird schon seit vielen Jahren mit von Rc bespannten Wagenzügen, teilweise mit Kinowagen („bio på tåg“) und Speisewagen, durchgeführt. Im Januar 2000 übernahm nach gewonnener Ausschreibung Tågkompaniet die Verkehre von Statens Järnvägar, seit Juni 2003 fährt Connex (heute Veolia Transport). In der Regel nutzen die „privaten“ Betreiber von der Staatsbahn angemietetes Material. Auffallend waren die bis 2002 eingesetzten ehemaligen deutschen Rheingold-Aussichtswagen, von denen Tågkompaniet fünf Stück im Einsatz hatte. Ab 2008 wurde nur noch ein Zugpaar von Veolia Transport gefahren, die übrigen Züge wieder von den SJ.
Stand 2023 gibt es nur noch zwei Reisezugpaare täglich, die zwischen Narvik und Luleå verkehren. Die Züge mit Ankunft um 12:35 Uhr sowie mit Abfahrt um 15:11 Uhr in Narvik führen dabei im regulären Betrieb Kurswagen des Nachtzugs nach Stockholm mit, sodass pro Richtung täglich eine umstiegsfreie Verbindung zwischen Stockholm und Narvik vorhanden ist. Bei Veränderungen im Betriebsablauf kann es jedoch vorkommen, dass die Nachtzugwagen nicht mitgeführt werden. In diesem Fall besteht die Möglichkeit zum Umstieg in den jeweils anderen Zug bahnsteiggleich am Bahnhof Boden C.
Vy Nattåg betreibt den Nachtzugverkehr nur noch bis Ende der Vertragslaufzeit am 14. Dezember 2024. Vy verwendet für die Leistung Lokomotiven und Wagen, die dem schwedischen Trafikverket gehören. Der Zustand der Fahrzeuge war schlechter als erwartet, was gegenüber der Vorausplanung zu höheren Kosten geführt hat. Vy Tåg und der Trafikverket gelang es nicht, sich auf die Verteilung der erhöhten Kosten zu einigen. Deshalb wird[veraltet] Vy die aktuelle Vereinbarung nicht verlängern. Für zwei Jahre, bis zum Termin der nächsten Ausschreibung, soll der Verkehr direkt vergeben werden.
Trafikverket hat für den Zeitraum ab dem 15. Dezember 2024 SJ mit dem Betrieb der Nachtzugverbindung Stockholm–Luleå/Narvik beauftragt. Die Vereinbarung ist ein Jahr gültig, mit einer möglichen Verlängerung um ein weiteres Jahr.

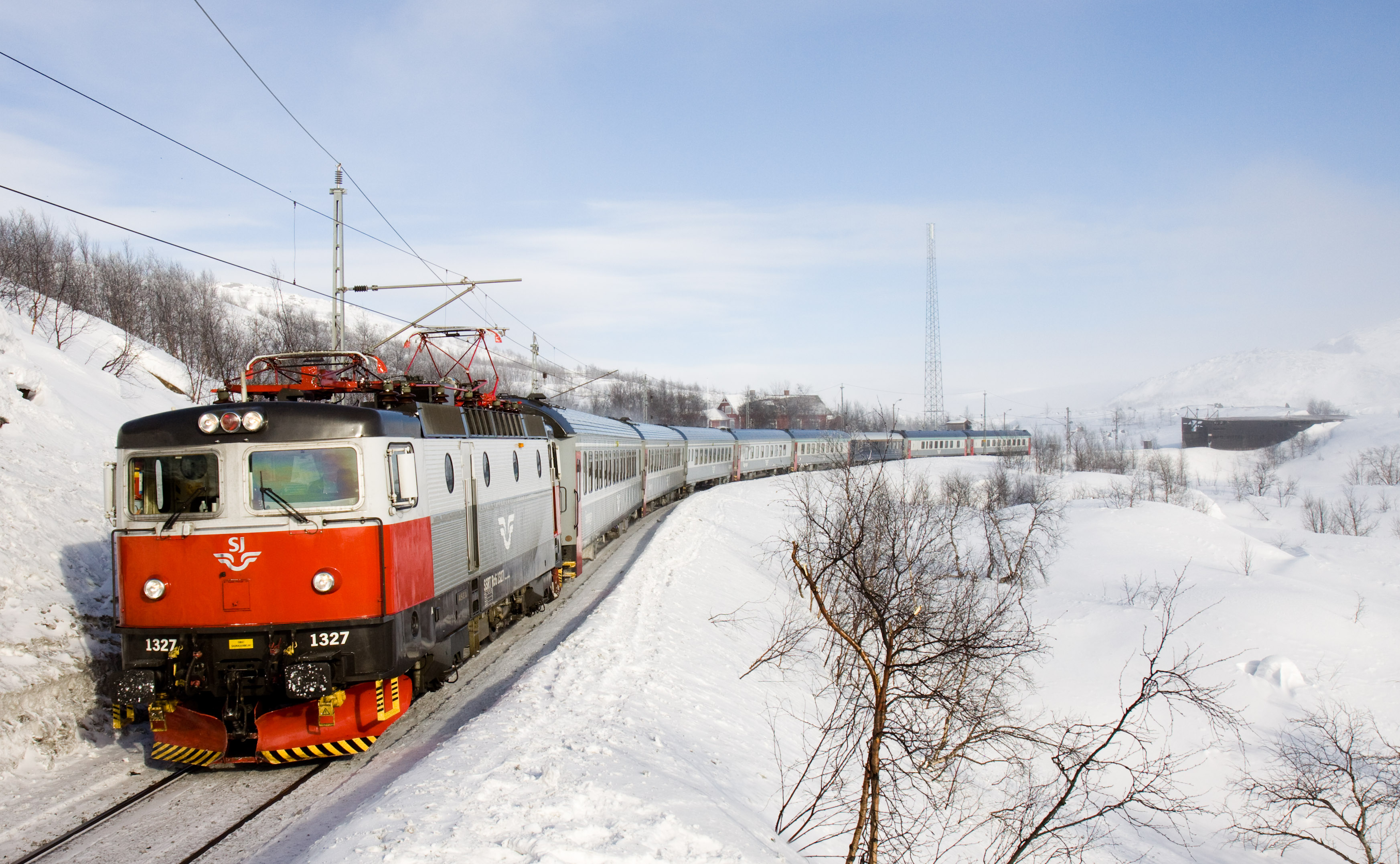
SJ-Nachtzug im Björnfjell (2009)
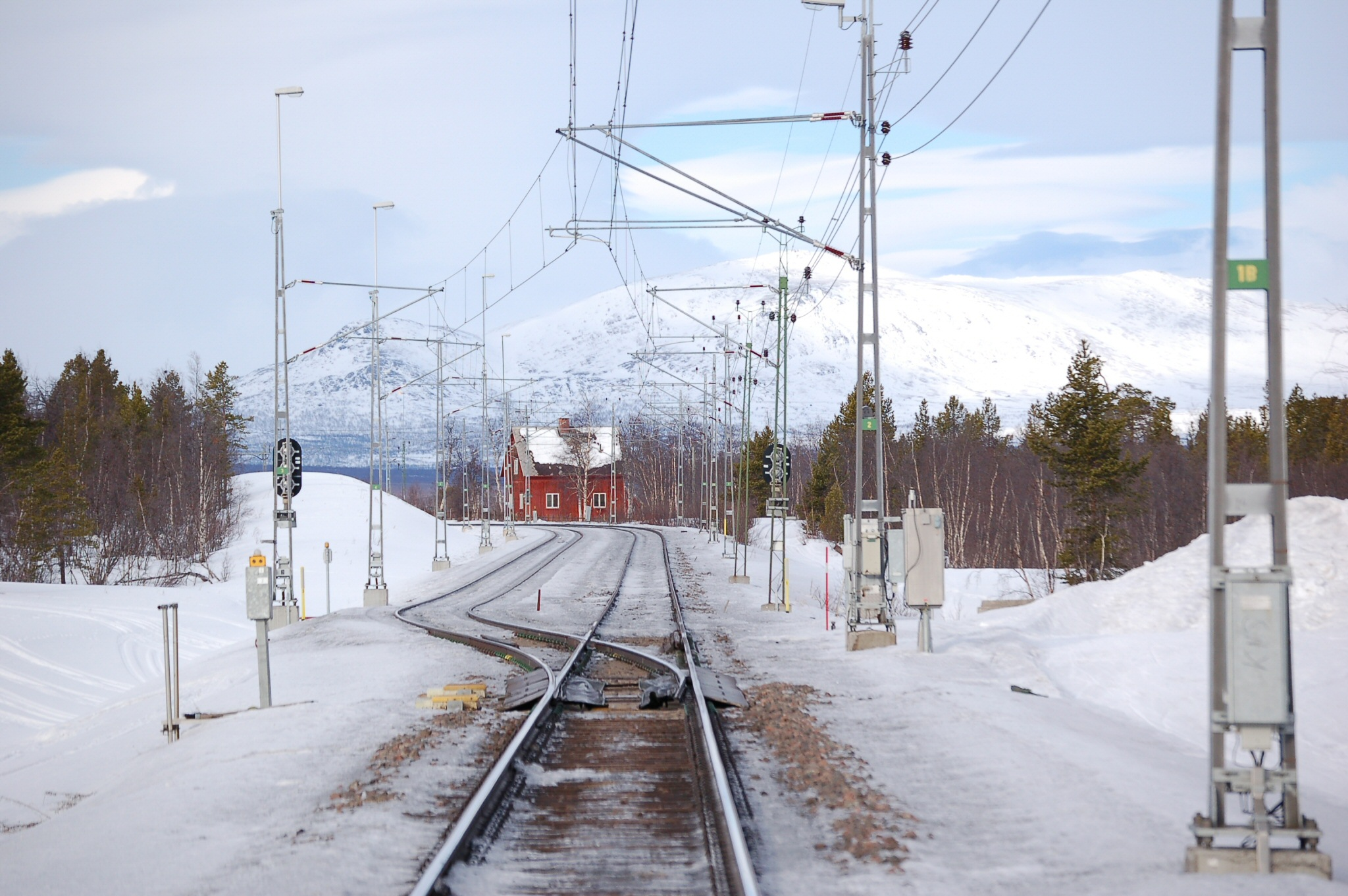
Bahnhof Rautas (2006)
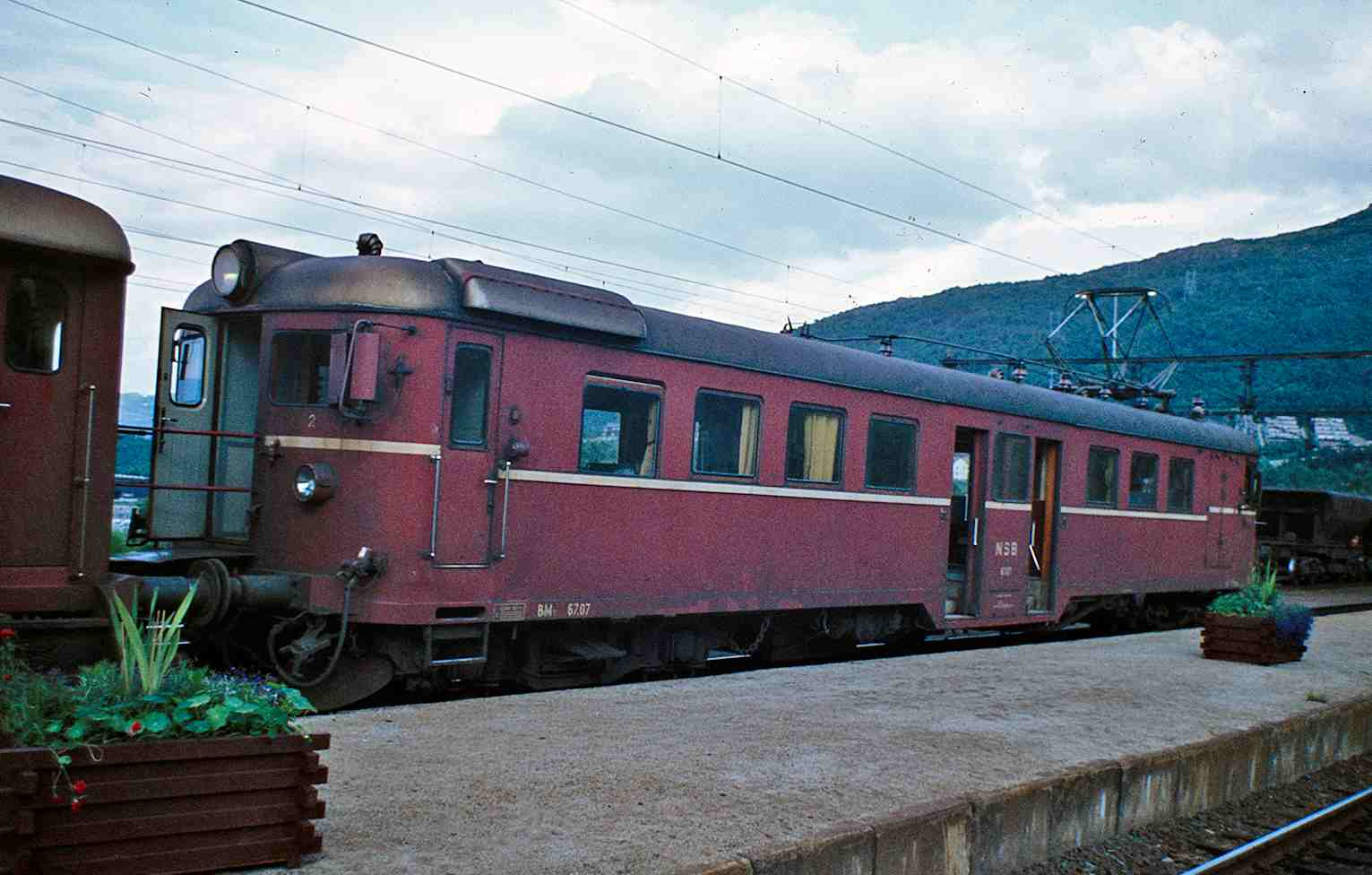
Triebwagen der Baureihe BM 67 (1977)
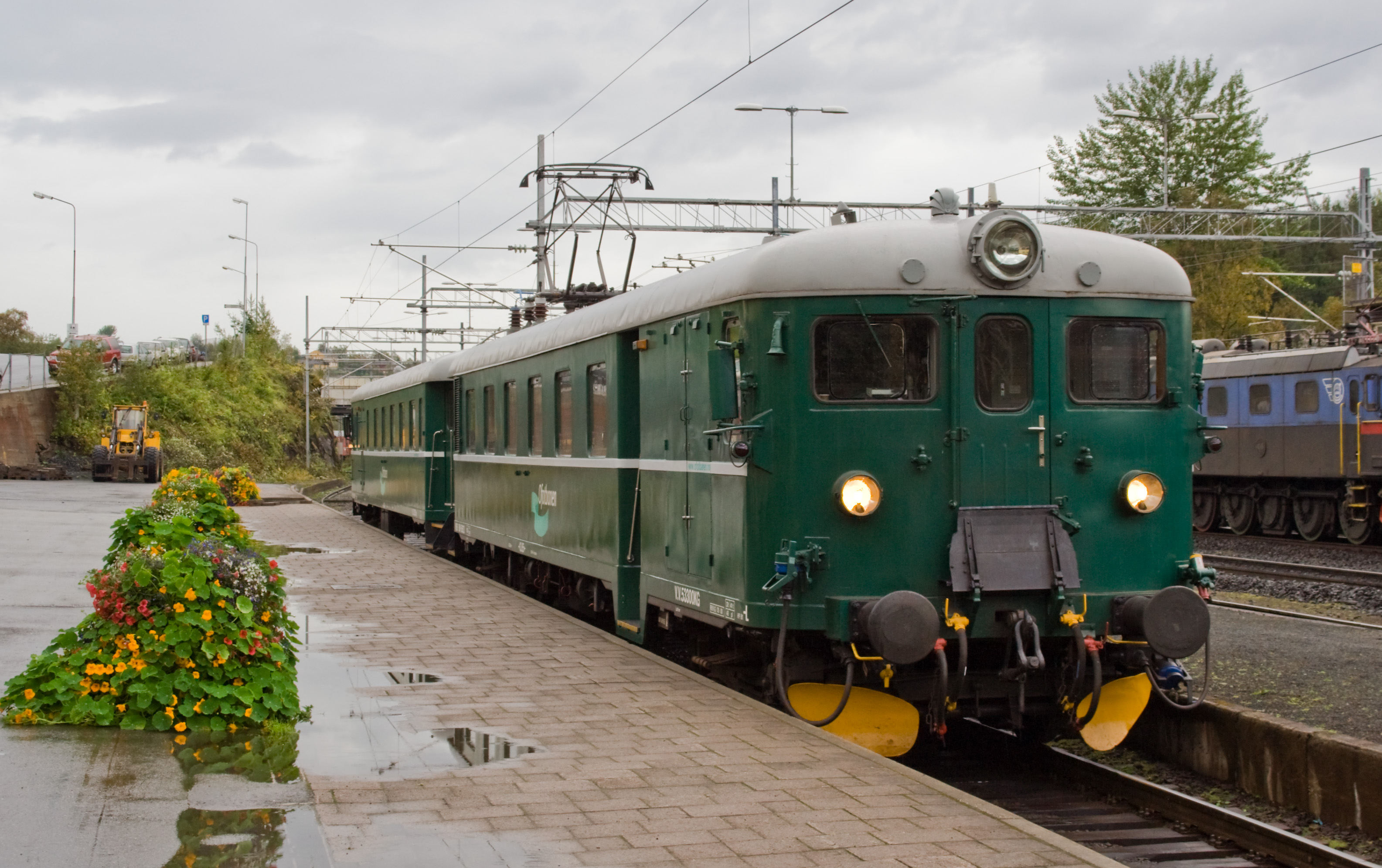
BM 68 in Narvik (2006)

### Regionalverkehr
Zwischen Narvik und verschiedenen Endpunkten auf norwegischem Gebiet gab es Regionalverkehr, der mit norwegischen Triebwagen der Reihen BM 67 und BM 68 gefahren wurde. Er wurde in den 1990er-Jahren eingestellt.
Ebenfalls vorrangig dem Regionalverkehr dient ein Zugpaar, das morgens von Kiruna nach Narvik und abends zurückfährt. Dieser sogenannte „Karven“ wurde im Jahr 2005 von der Narviker Bahngesellschaft Ofotbanen AS (OBAS, 2009 in Insolvenz gegangen) im Auftrag von Connex gefahren, weil Letztere in Norwegen nicht selber fahren durfte. Sie setzte dazu angekaufte ältere norwegische B3-Reisezugwagen und eine El 13 ein. Heute wird der Regionalverkehr wieder von Connex selbst durchgeführt, wobei der Nachtzug Teil des regionalen Angebotes ist.
Seit dem 31. März 2019 befährt Norrtåg den Streckenabschnitt zwischen Luleå und Boden mit Pendelzügen. Von Montag bis Freitag verkehren sechs Zugpaare. Durch eine Zusammenarbeit zwischen 14 Gemeinden in Norrbotten und der regionalen Verkehrsbehörde ist geplant, ab 2021 die gesamte Strecke Luleå–Boden–Kalix–Haparanda durchgehend zu befahren.
Ab Dezember 2022 wurde dieser Pendelzug mangels Auslastung eingestellt. Damit entfielen die vier Zugpaare, die nur diesen Streckenabschnitt befuhren. Der übrige Reisezugverkehr nach Kiruna, Umeå und Haparanda blieb unverändert. Auf Grund einer Prognose durch Trafikverket über den zukünftigen Verkehr auf der Strecke soll der Pendelverkehr nach dem zweigleisigen Ausbau dieses Abschnittes wieder aufgenommen werden.
Am 17. Mai 2020 nahm Arctic Train einen Sonderverkehr auf dem norwegischen Teilstück zwischen den Bahnhöfen Narvik und Bjørnfjell auf. Im Sommerfahrplan 2024 verkehrte jeweils an bestimmten Tagen ein Zugpaar zwischen Narvik und Abisko.

## Güterzüge

### Eisenerzzüge
Das Eisenerz wird in Selbstentladewagen transportiert, die leer 20 Tonnen wiegen und mit 80 Tonnen Erz beladen werden können. Die Züge bestehen aus 52 Wagen und wiegen somit 5200 Tonnen. Wegen des hohen Zuggewichts sind die Wagen mit SA3-Mittelpufferkupplungen (Klauenkupplung) sowjetischer Bauart ausgerüstet. Sie verkehren beladen mit 50 km/h und leer mit 60 km/h.
Als Zuglok dienen entweder die dreiteilige Dm3 mit Stangenantrieb (7200 kW, Baujahre 1960–1970) oder die 17 IORE-Doppelloks (10.800 kW, Baujahre 2000–2014). Die sechs norwegischen El 15, die in Doppeltraktion unterwegs waren, sind seit Ende 2003 nicht mehr im Einsatz – sie wurden Ende 2004 an das südschwedische Unternehmen Hector Rail verkauft.
Mit den IORE-Loks und neuen Wagen können schwerere, längere und schnellere Züge gebildet werden. Jeder der neuen Wagen fasst bei gleichem Leergewicht 100 Tonnen Erz. Aus 68 Wagen lässt sich somit ein 700 Meter langer und 8160 Tonnen schwerer Zug bilden.
Die vom südafrikanischen Hersteller Transwerk hergestellte erste Serie neuer Wagen bewährte sich nicht. Sie war nicht hinreichend wintertauglich und die Schellingdrehgestelle führten zu einer erhöhten Abnutzung der Weichenherzstücke. Weiter stellte sich erst nach Auftragsvergabe heraus, dass das Volumen des Trichters zu klein gewählt wurde, sodass nicht von allen Erzprodukten 100 Tonnen in den Wagen passten. 2004 wurden deshalb die Verträge mit Transwerk gekündigt und einem schwedischen Konsortium der Auftrag zur Entwicklung eines neuen Wagens gegeben. Den Bodenrahmen stellt Kockums Industrier AB in Malmö her, den Aufbau deren Subkontraktor Kiruna Wagons. Im Herbst 2006 hat LKAB 680 neue 120-Tonnen-Wagen bestellt. Als im Mai 2011 300 weitere Wagen bestellt wurden, hatte Kockums bereits 800 Wagen an LKAB geliefert.

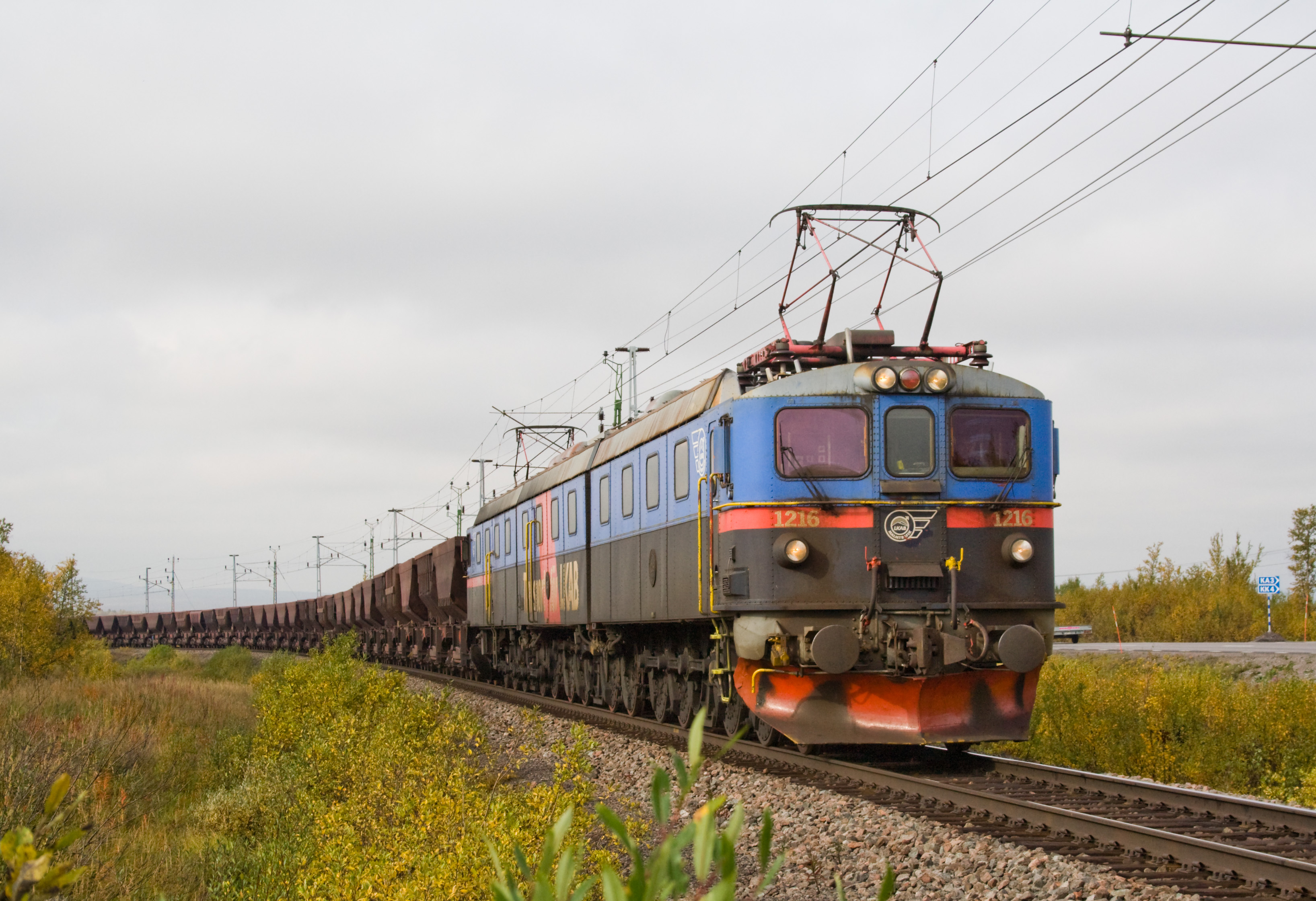
Dm3 mit einem leeren Erzzug aus Narvik kurz vor Kiruna
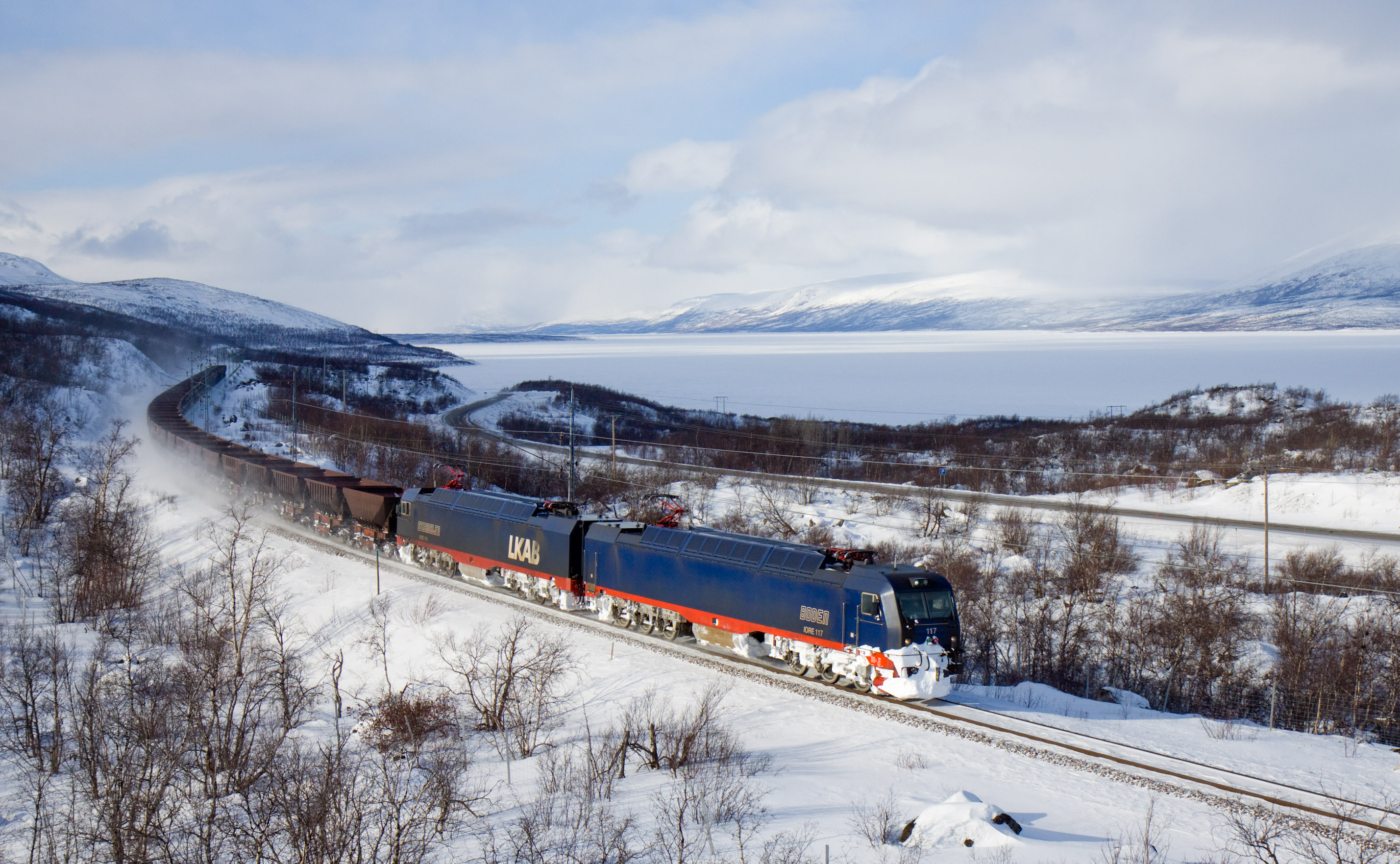
IORE mit leerem Erzzug am Torneträsk
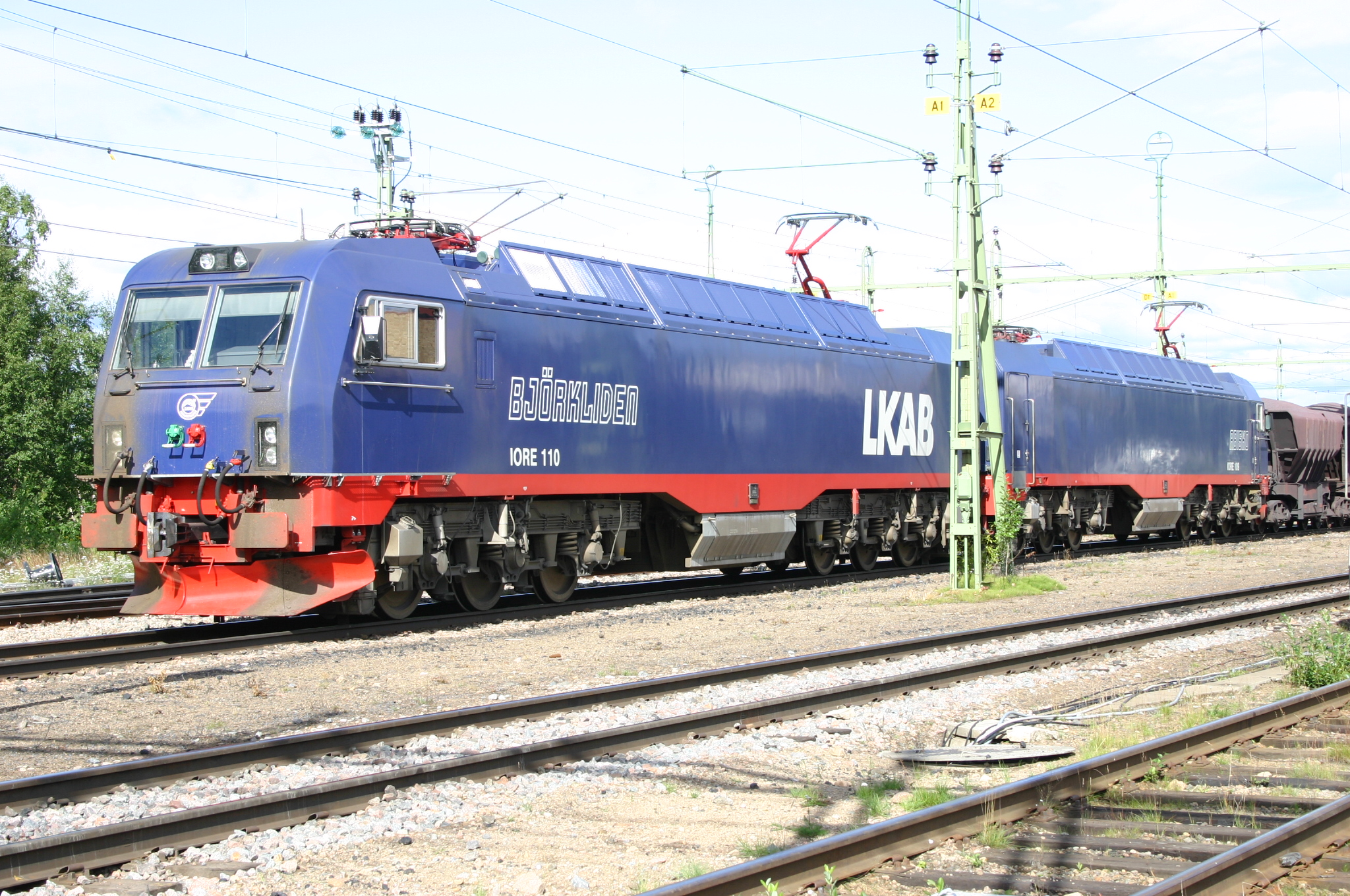
IORE 110+109 in Gällivare 11. August 2004
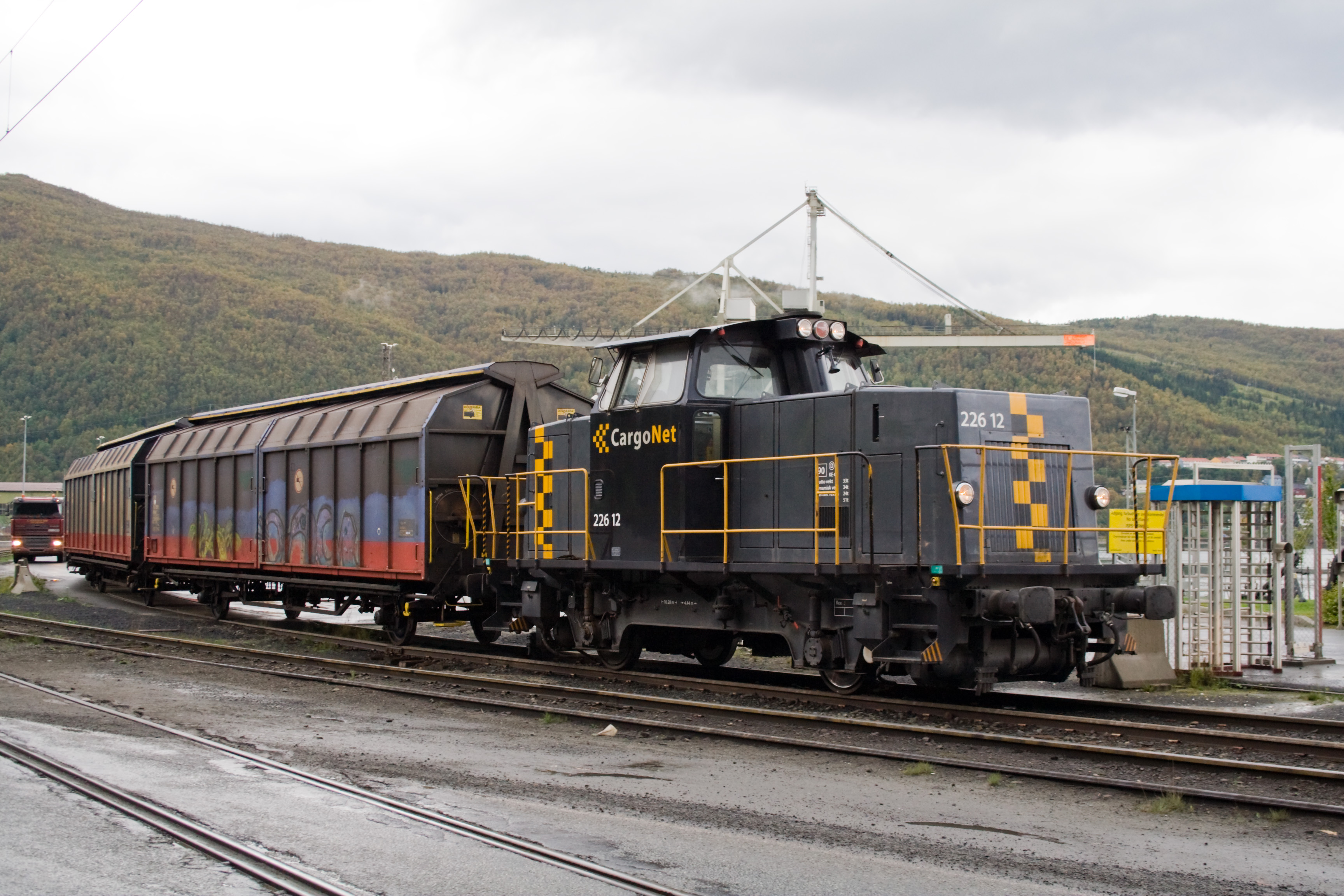
CargoNet Skd 226 12 in Narvik (2006)

### Containerzüge
Der reguläre Güterverkehr erfolgt mit Container-Ganzzügen, die gegenüber dem Personenverkehr Vorrang haben. Bekannt ist der von Green Cargo geführte Arctic Rail Express (ARE) mit einer Rc-Lok von Oslo durch Schweden nach Narvik. Weiter wird versucht, einen Verkehr von Narvik nach Russland aufzubauen. Diese Züge könnten Teil einer Verbindung Nordamerika–China sein, die ab Nordschweden den Landweg benutzt.

### Übrige Güterzüge
TGOJ fährt mit einer Lok der Reihe Ma Kupferschlick von der Mine Aitik bei Gällivare zum Schmelzwerk in Skelleftehamn. Das Material wird auf Tragwagen mit mehreren runden blauen Behältern transportiert. Weiter verkehren Holzzüge ab Murjek und ein täglicher 4500-Tonnen-Stahlzug von der SSAB-Eisenhütte in Luleå nach Borlänge.

## Zwischenfälle
In den vergangenen Jahren ist die zulässige Radsatzlast auf der Strecke schrittweise auf 32 t angehoben worden. Das beansprucht die Eisenbahninfrastruktur stark.

### Unfall 2021
Am 7. November 2021 entgleisten 40 Wagen eines mit 54 km/h fahrenden und voll beladenen Eisenerz-Zuges (mit 68 Wagen, einer Gesamtmasse von 8.491 Tonnen inklusive der Doppellok bei insgesamt 746 Meter Zuglänge) zwischen Sikträsk und Linaälv bei Streckenkilometer 1332,395 etwa 20 Kilometer nördlich von Gällivare. Dabei wurden dreißig Wagen mit einer Gesamtlänge von 300 Metern auf eine Strecke von 80 Metern zusammengeschoben. Niemand wurde verletzt. Auf rund 250 Meter wurden Gleis und Oberleitung beschädigt. Der Unfall ereignete sich in einer Kurve auf einem Abschnitt, der im Jahr zuvor als entgleisungsgefährdet eingestuft worden war. Bei Routineuntersuchungen war festgestellt worden, dass der Stahl, der zur Herstellung der Schienen verwendet wurde, ein „ungewöhnlich hohes“ Bruchrisiko aufweist. Während der Streckensperrung für Bergung und Reparatur fuhr LKAB weiterhin Erz aus Kiruna nach Narvik, während Erz aus Gällivare weiter zur Verschiffung nach Luleå geliefert wurde. Trotzdem betrugen wegen der eingeschränkten Kapazitäten die Einnahmeverluste nach Angaben der LKAB 14 Millionen Kronen pro Tag. Für den Personenverkehr wurde ein Schienenersatzverkehr eingerichtet.
Da die nächste Straße etwa drei Kilometer entfernt liegt, dauerten Bergung und Reparatur rund zwei Wochen. Die Schadenssumme belief sich auf 3,6 Millionen Kronen für die Streckeninstandsetzung sowie 52,3 Millionen Kronen für den Ersatz der zerstörten Wagen. Der Abschlussbericht der Untersuchungskommission, die bis 13. November vor Ort ermittelte, stellte im Mai 2023 Haarrisse innerhalb des Stahles als Unfallursache fest und empfahl entsprechende technische Maßnahmen, um die Gleiskontrolle zu verbessern.
Der Bergbaukonzern LKAB forderte im Anschluss an den Unfall erneut einen zweigleisigen Ausbau der Strecke.

### Unfälle 2023
Am 12. März 2023 gegen 15 Uhr entgleisten 30 Wagen eines Erzzuges bei der Einfahrt in den Bahnhof Narvik. Mehrere Wagen stürzten um. Sie blockierten den gesamten Bahnhof, so dass keine Zugbewegung mehr möglich war. LKAB schickte eine Lokomotive aus Kiruna, um die Bergung zu ermöglichen. Der Bahnhof Narvik konnte dadurch zwölf Tage nicht angefahren werden. Der zuerst vermutete Schienenbruch als Unfallursache wurde im Bericht von Statens havarikommisjon nicht bestätigt. Die seit langem bekannten schlechten Bodenverhältnisse im Entgleisungsbereich führten zu einer Gleisstörung. In diesem Bereich war bereits mehrfach versucht worden, dies durch Gleisanpassungen und Schotterverdichtung zu beheben. 2023 begann Bane NOR mit einer umfassenden Sanierung des Bahnhofs, die jedoch im Februar 2024 aus finanziellen Gründen gestoppt wurde. Daher bleibt dieser Bereich mit schlechten Bodenverhältnissen und erhöhter Entgleisungsgefahr unverändert.
Am 17. Dezember 2023 entgleisten in Vassijaure 12 von 68 Wagen des beladenen Erzzuges 9914. Die Wagen mit etwas mehr als 1000 Tonnen Eisenerz durchbrachen die Schneegalerie und verursachten erhebliche Schäden an der Strecke. Die Infrastruktur wurde auf einer Länge von etwa 15 km beschädigt. Der folgende Erzzug wurde nach Kiruna zurückgefahren, der Personenzug 96 endete in Björkliden und wurde leer ebenfalls nach Kiruna zurückgebracht.
Die Reisezüge wurden zwischen Kiruna und Narvik durch Busse ersetzt. Da Vy Tåg die Nachtzüge nicht in Kiruna reinigen kann, verkehrten die Nachtzüge 93 und 94 nur zwischen Stockholm und Luleå. Reisende von und nach Malmfälten und Norwegen konnten in Boden in Sitzwagen umsteigen.
Die Räumung der Strecke durch LKAB war bis auf die Bergung der verunfallten Güterwagen am 25. Dezember abgeschlossen. Ab diesem Tag wurden die beschädigten Schwellen ersetzt. 25.000 Schwellen mussten ersetzt, Gleise und Weichen ausgetauscht und die Fahrleitung repariert werden. Um die havarierten Fahrzeuge zu bergen, wurde die Schneeschutzgalerie abgebrochen. Wegen der Witterungsbedingungen – Temperaturen von −30 C°, Schneestürmen und in deren Folge eine eingeschneite Trasse – mussten die Reparaturarbeiten unterbrochen werden.
Durch den Unfall war der Abtransport von täglich zehn Güterzügen Erz zum Hafen Narvik nicht mehr möglich. Zum einen erschöpften sich dort die Lagerbestände. Der letzte beladene Frachter verließ den Hafen am 30. Dezember 2023. Zum anderen füllten sich die Lagerhalden in Kiruna, so dass dort die vorübergehende Einstellung des Bergwerkbetriebs drohte. Das hatte weltweit Auswirkungen auf Stahlwerke, deren Lieferketten unterbrochen waren. Es wurde versucht, die Zahl der täglich vier bis fünf Züge nach Luleå zu erhöhen. Am 26. Januar 2024 gab Trafikverket eine Prognose für die Betriebsaufnahme am 4. Februar ab, am 3. Februar 2024 wurde sie auf den 8. Februar 2024 verschoben. Am 10. Februar 2024 nannte Bane Nor den Aufnahmetermin für den Personenverkehr am 12. Februar 2024. Erst am 20. Februar 2024 konnte der Güterverkehr wieder aufgenommen werden.

### Unfall 2024
Bereits am 24. Februar 2024 entgleiste gegen 20 Uhr erneut ein Zug und die Strecke musste wieder gesperrt werden. Es handelte sich um einen leeren Erzzug, der von Narvik kommend nach Kiruna unterwegs war. Das geschah etwa sechs Kilometer nördlich der Stelle, an der sich der vorangegangene Unfall ereignet hatte. Am 6. März 2024 wurde nach einer Testfahrt und einen Tag vor dem ursprünglich geplanten Termin der Betrieb für den Güterverkehr wieder aufgenommen. Die Höchstgeschwindigkeit der Güterzüge beträgt 40 km/h, Personenverkehr war aus Sicherheitsgründen westlich von Abisko Östra nicht zugelassen. Trafikverket prognostizierte, dass die Strecke für durchgehenden Personenverkehr erst in der letzten Maiwoche freigegeben werde. Bis dahin verkehrten – wie nach dem Unfall im Dezember 2023 – nördlich von Boden Züge mit Sitzwagen, später auch die Nachtzüge bis Björkliden oder Abisko Östra. Von dort besteht Schienenersatzverkehr mit Bussen nach Narvik. Rombak, Katterat, Sösterbekk und Låktatjåkka können nicht bedient werden, da keine Straßenverbindung besteht. Die Züge wurden dann ohne Fahrgäste als Leerfahrt bis Narvik geführt, um dort für die Rückfahrt nach Stockholm vorbereitet zu werden. Seit dem 14. März 2024 verkehrte in der Fahrplanlage des Nachtzuges Norrland auf norwegischer Seite ein Nahverkehrszug zwischen Narvik und Bjørnfjell.
Am 31. Mai 2024 wurde der Verkehr ein weiteres Mal unterbrochen, weil eine Gleisverwerfung auftrat. Sie war Folge der Reparaturen im Winter, als die Gleise bei erheblichen Minusgraden geschweißt worden waren (im Regelfall wird bei etwa +15 °C geschweißt). So traten die Verwerfungen schon bei +21 °C auf. Dieses Risiko war eingegangen worden, um die Strecke möglichst schnell wieder in Betrieb nehmen zu können, und sie wurde durch vermehrte Kontrollmessungen überwacht. Seit dem 17. Juni 2024 ist die Strecke wieder durchgängig für Personenzüge befahrbar. Die Lagermengen, die durch die fehlenden Transportkapazitäten entstanden sind, betragen mehr als 600 voll beladene Züge, die in Kiruna und Svappavaara zwischengelagert werden. Geplante Wartungsarbeiten würden die Kapazität noch mehr reduzieren, da der Verkehr für längere Zeit erneut eingestellt werden müsste. Wenn es LKAB mit Trafikverket und BaneNor nicht gelingt, eine deutliche Steigerung der Frachtkapazität zu erreichen, überlegt LKAB, eine Pelletieranlage und die zugehörige Konzentrationsanlage sowie die Minenproduktion mit dem Risiko eines Umsatzverlusts von 30 Milliarden SEK vorläufig stillzulegen.
Um die Kapazität für Güterzüge auf der Strecke zu erhöhen, bot LKAB an, den Personenverkehr durch Busse zu ersetzen und diesen Busverkehr zu finanzieren. Da LKAB 100 Mio. SEK pro Tag verlor, seien nun sämtliche Bahnkapazitäten für den Güterverkehr notwendig. Touristen können laut Pressemeldung mit dem Bus reisen.

## Filmografie
- Andreas Budalen: Svenskene filmet Ofotbanen i 1911. In: nrk.no. 2. November 2012, abgerufen am 5. Januar 2022 (schwedisch).
- Sven Jaxx: Mit dem Zug ans Ende Europas – Die Erzbahn von Kiruna nach Narvik. Eisenbahn-Romantik, Folge 423[63]
- Susanne Mayer-Hagmann: Erzbahnen am Polarkreis. Eisenbahn-Romantik, Folge 504[64]
- Bettina Bansbach: Schweden: Bahnen-Gruben-Einsamkeit. Eisenbahn-Romantik, Folge 674, die im letzten Viertel des Films auch auf diese Bahnstrecke eingeht.[65]